# Liste des planètes mineures non numérotées découvertes entre le 16 et le 30 septembre 2019
Pour un article plus général, voir Liste des planètes mineures non numérotées découvertes en 2019.
Pour un article plus général, voir Liste des planètes mineures.
Cet article dresse la liste des planètes mineures (astéroïdes, centaures, objets transneptuniens et assimilés) non numérotées découvertes en septembre 2019 dans l'ordre de leur découverte.
Au 15 janvier 2025, 661 077 des 1 434 993 planètes mineures répertoriées par le Centre des planètes mineures ne sont pas encore numérotées, soit 46,07 %.

## Rappel concernant la désignation provisoire
La désignation provisoire indique l'ordre de découverte de ces objets. En effet, cette désignation est composée de l'année de découverte (par exemple 2019) suivie de la quinzaine (demi-mois) de découverte (p.e. A = 1-15 janvier) puis de l'ordre de découverte dans cette quinzaine. Cet ordre est indiqué par une lettre et éventuellement un chiffre comme suit : A pour la première découverte, B pour la deuxième, ..., Z pour la 25e (le I n'est pas utilisé pour éviter la confusion avec 1), A1 pour la 26e, B1 pour la 27e, etc. , Z1 pour la 50e, A2 pour la 51e, B2 pour la 52e, etc. L'ordre de la numérotation ne suit donc pas l'ordre alphanumérique. 2019 AA1 suit ainsi 2019 AZ et précède 2019 AB1.

## Du 16 au 30 septembre 2019
- 2019 SC
- 2019 SD
- 2019 SF
- 2019 SG
- 2019 SH
- 2019 SJ
- 2019 SL
- 2019 SM
- 2019 SN
- 2019 SO
- 2019 SP
- 2019 SQ
- 2019 SR
- 2019 SS
- 2019 ST
- 2019 SU
- 2019 SV
- 2019 SW
- 2019 SX
- 2019 SY
- 2019 SZ
- 2019 SA1
- 2019 SB1
- 2019 SC1
- 2019 SD1
- 2019 SE1
- 2019 SF1
- 2019 SG1
- 2019 SH1
- 2019 SJ1
- 2019 SK1
- 2019 SM1
- 2019 SN1
- 2019 SO1
- 2019 SP1
- 2019 SQ1
- 2019 SR1
- 2019 SS1
- 2019 ST1
- 2019 SU1
- 2019 SV1
- 2019 SW1
- 2019 SX1
- 2019 SY1
- 2019 SZ1
- 2019 SA2
- 2019 SB2
- 2019 SC2
- 2019 SD2
- 2019 SE2
- 2019 SF2
- 2019 SH2
- 2019 SJ2
- 2019 SL2
- 2019 SM2
- 2019 SP2
- 2019 SQ2
- 2019 SR2
- 2019 SS2
- 2019 ST2
- 2019 SU2
- 2019 SV2
- 2019 SW2
- 2019 SX2
- 2019 SY2
- 2019 SA3
- 2019 SB3
- 2019 SE3
- 2019 SF3
- 2019 SG3
- 2019 SH3
- 2019 SJ3
- 2019 SK3
- 2019 SL3
- 2019 SN3
- 2019 SO3
- 2019 SP3
- 2019 SR3
- 2019 SS3
- 2019 SU3
- 2019 SV3
- 2019 SW3
- 2019 SX3
- 2019 SY3
- 2019 SZ3
- 2019 SA4
- 2019 SB4
- 2019 SC4
- 2019 SD4
- 2019 SE4
- 2019 SF4
- 2019 SG4
- 2019 SH4
- 2019 SJ4
- 2019 SK4
- 2019 SL4
- 2019 SM4
- 2019 SN4
- 2019 SO4
- 2019 SP4
- 2019 SQ4
- 2019 SR4
- 2019 SS4
- 2019 ST4
- 2019 SU4
- 2019 SX4
- 2019 SY4
- 2019 SZ4
- 2019 SA5
- 2019 SB5
- 2019 SC5
- 2019 SD5
- 2019 SE5
- 2019 SF5
- 2019 SG5
- 2019 SH5
- 2019 SJ5
- 2019 SM5
- 2019 SN5
- 2019 SO5
- 2019 SQ5
- 2019 SR5
- 2019 SS5
- 2019 ST5
- 2019 SU5
- 2019 SV5
- 2019 SW5
- 2019 SX5
- 2019 SY5
- 2019 SZ5
- 2019 SA6
- 2019 SB6
- 2019 SC6
- 2019 SD6
- 2019 SE6
- 2019 SF6
- 2019 SG6
- 2019 SH6
- 2019 SJ6
- 2019 SK6
- 2019 SN6
- 2019 SO6
- 2019 SP6
- 2019 SQ6
- 2019 SR6
- 2019 SS6
- 2019 ST6
- 2019 SU6
- 2019 SV6
- 2019 SW6
- 2019 SX6
- 2019 SY6
- 2019 SZ6
- 2019 SA7
- 2019 SC7
- 2019 SD7
- 2019 SE7
- 2019 SF7
- 2019 SG7
- 2019 SH7
- 2019 SJ7
- 2019 SK7
- 2019 SL7
- 2019 SM7
- 2019 SN7
- 2019 SO7
- 2019 SP7
- 2019 SR7
- 2019 SS7
- 2019 ST7
- 2019 SU7
- 2019 SV7
- 2019 SW7
- 2019 SZ7
- 2019 SA8
- 2019 SC8
- 2019 SD8
- 2019 SE8
- 2019 SF8
- 2019 SG8
- 2019 SH8
- 2019 SJ8
- 2019 SK8
- 2019 SL8
- 2019 SM8
- 2019 SO8
- 2019 SP8
- 2019 SQ8
- 2019 SR8
- 2019 SS8
- 2019 ST8
- 2019 SU8
- 2019 SV8
- 2019 SW8
- 2019 SX8
- 2019 SY8
- 2019 SZ8
- 2019 SA9
- 2019 SB9
- 2019 SC9
- 2019 SE9
- 2019 SF9
- 2019 SG9
- 2019 SH9
- 2019 SJ9
- 2019 SK9
- 2019 SL9
- 2019 SO9
- 2019 SQ9
- 2019 SR9
- 2019 SS9
- 2019 ST9
- 2019 SU9
- 2019 SV9
- 2019 SW9
- 2019 SX9
- 2019 SZ9
- 2019 SA10
- 2019 SB10
- 2019 SC10
- 2019 SD10
- 2019 SE10
- 2019 SG10
- 2019 SK10
- 2019 SM10
- 2019 SN10
- 2019 SO10
- 2019 SP10
- 2019 SQ10
- 2019 SR10
- 2019 SS10
- 2019 ST10
- 2019 SU10
- 2019 SV10
- 2019 SW10
- 2019 SX10
- 2019 SY10
- 2019 SZ10
- 2019 SA11
- 2019 SB11
- 2019 SC11
- 2019 SD11
- 2019 SE11
- 2019 SF11
- 2019 SJ11
- 2019 SN11
- 2019 SP11
- 2019 SR11
- 2019 ST11
- 2019 SW11
- 2019 SY11
- 2019 SD12
- 2019 SE12
- 2019 SG12
- 2019 SJ12
- 2019 SK12
- 2019 SM12
- 2019 SP12
- 2019 SQ12
- 2019 SR12
- 2019 SS12
- 2019 ST12
- 2019 SU12
- 2019 SV12
- 2019 SX12
- 2019 SY12
- 2019 SZ12
- 2019 SA13
- 2019 SB13
- 2019 SC13
- 2019 SD13
- 2019 SE13
- 2019 SF13
- 2019 SG13
- 2019 SH13
- 2019 SJ13
- 2019 SL13
- 2019 SM13
- 2019 SN13
- 2019 SO13
- 2019 SP13
- 2019 SQ13
- 2019 SR13
- 2019 SU13
- 2019 SV13
- 2019 SW13
- 2019 SX13
- 2019 SY13
- 2019 SZ13
- 2019 SB14
- 2019 SC14
- 2019 SE14
- 2019 SG14
- 2019 SH14
- 2019 SK14
- 2019 SL14
- 2019 SM14
- 2019 SN14
- 2019 SO14
- 2019 SP14
- 2019 SQ14
- 2019 SR14
- 2019 SS14
- 2019 ST14
- 2019 SU14
- 2019 SV14
- 2019 SW14
- 2019 SX14
- 2019 SY14
- 2019 SZ14
- 2019 SA15
- 2019 SB15
- 2019 SC15
- 2019 SD15
- 2019 SE15
- 2019 SF15
- 2019 SH15
- 2019 SJ15
- 2019 SK15
- 2019 SM15
- 2019 SN15
- 2019 SO15
- 2019 SR15
- 2019 SS15
- 2019 ST15
- 2019 SU15
- 2019 SV15
- 2019 SW15
- 2019 SX15
- 2019 SZ15
- 2019 SA16
- 2019 SB16
- 2019 SC16
- 2019 SD16
- 2019 SE16
- 2019 SF16
- 2019 SH16
- 2019 SJ16
- 2019 SK16
- 2019 SL16
- 2019 SM16
- 2019 SN16
- 2019 SO16
- 2019 SP16
- 2019 SQ16
- 2019 SR16
- 2019 SS16
- 2019 ST16
- 2019 SU16
- 2019 SW16
- 2019 SX16
- 2019 SY16
- 2019 SA17
- 2019 SC17
- 2019 SD17
- 2019 SE17
- 2019 SF17
- 2019 SG17
- 2019 SH17
- 2019 SJ17
- 2019 SL17
- 2019 SM17
- 2019 SN17
- 2019 SO17
- 2019 SQ17
- 2019 SR17
- 2019 SS17
- 2019 ST17
- 2019 SV17
- 2019 SW17
- 2019 SX17
- 2019 SY17
- 2019 SZ17
- 2019 SA18
- 2019 SB18
- 2019 SC18
- 2019 SD18
- 2019 SE18
- 2019 SF18
- 2019 SG18
- 2019 SH18
- 2019 SJ18
- 2019 SK18
- 2019 SL18
- 2019 SN18
- 2019 SP18
- 2019 SQ18
- 2019 SR18
- 2019 SS18
- 2019 ST18
- 2019 SV18
- 2019 SW18
- 2019 SX18
- 2019 SZ18
- 2019 SA19
- 2019 SB19
- 2019 SC19
- 2019 SD19
- 2019 SE19
- 2019 SF19
- 2019 SG19
- 2019 SH19
- 2019 SJ19
- 2019 SL19
- 2019 SM19
- 2019 SO19
- 2019 SP19
- 2019 SQ19
- 2019 SR19
- 2019 SS19
- 2019 ST19
- 2019 SV19
- 2019 SW19
- 2019 SX19
- 2019 SZ19
- 2019 SA20
- 2019 SB20
- 2019 SC20
- 2019 SD20
- 2019 SE20
- 2019 SF20
- 2019 SG20
- 2019 SH20
- 2019 SK20
- 2019 SL20
- 2019 SN20
- 2019 SO20
- 2019 SP20
- 2019 SQ20
- 2019 SR20
- 2019 SS20
- 2019 ST20
- 2019 SU20
- 2019 SV20
- 2019 SW20
- 2019 SX20
- 2019 SY20
- 2019 SZ20
- 2019 SA21
- 2019 SC21
- 2019 SD21
- 2019 SE21
- 2019 SF21
- 2019 SG21
- 2019 SH21
- 2019 SJ21
- 2019 SK21
- 2019 SM21
- 2019 SN21
- 2019 SO21
- 2019 SP21
- 2019 SQ21
- 2019 SR21
- 2019 SS21
- 2019 ST21
- 2019 SU21
- 2019 SV21
- 2019 SW21
- 2019 SY21
- 2019 SZ21
- 2019 SA22
- 2019 SB22
- 2019 SC22
- 2019 SD22
- 2019 SF22
- 2019 SG22
- 2019 SL22
- 2019 SM22
- 2019 SO22
- 2019 SP22
- 2019 SR22
- 2019 SS22
- 2019 SV22
- 2019 SW22
- 2019 SX22
- 2019 SA23
- 2019 SB23
- 2019 SC23
- 2019 SD23
- 2019 SF23
- 2019 SG23
- 2019 SJ23
- 2019 SK23
- 2019 SL23
- 2019 SN23
- 2019 SP23
- 2019 SQ23
- 2019 SR23
- 2019 SS23
- 2019 SU23
- 2019 SV23
- 2019 SW23
- 2019 SY23
- 2019 SZ23
- 2019 SA24
- 2019 SB24
- 2019 SC24
- 2019 SE24
- 2019 SF24
- 2019 SG24
- 2019 SJ24
- 2019 SN24
- 2019 SO24
- 2019 SP24
- 2019 SR24
- 2019 SS24
- 2019 ST24
- 2019 SV24
- 2019 SW24
- 2019 SX24
- 2019 SZ24
- 2019 SA25
- 2019 SC25
- 2019 SD25
- 2019 SE25
- 2019 SF25
- 2019 SG25
- 2019 SJ25
- 2019 SK25
- 2019 SL25
- 2019 SM25
- 2019 SO25
- 2019 SP25
- 2019 SQ25
- 2019 SR25
- 2019 SS25
- 2019 SU25
- 2019 SV25
- 2019 SX25
- 2019 SY25
- 2019 SZ25
- 2019 SA26
- 2019 SB26
- 2019 SC26
- 2019 SD26
- 2019 SE26
- 2019 SG26
- 2019 SJ26
- 2019 SK26
- 2019 SL26
- 2019 SN26
- 2019 SP26
- 2019 SQ26
- 2019 SR26
- 2019 ST26
- 2019 SU26
- 2019 SW26
- 2019 SX26
- 2019 SY26
- 2019 SZ26
- 2019 SA27
- 2019 SB27
- 2019 SC27
- 2019 SE27
- 2019 SF27
- 2019 SG27
- 2019 SH27
- 2019 SJ27
- 2019 SL27
- 2019 SM27
- 2019 SN27
- 2019 SO27
- 2019 SP27
- 2019 SQ27
- 2019 SR27
- 2019 ST27
- 2019 SU27
- 2019 SV27
- 2019 SW27
- 2019 SX27
- 2019 SY27
- 2019 SA28
- 2019 SB28
- 2019 SC28
- 2019 SD28
- 2019 SE28
- 2019 SF28
- 2019 SG28
- 2019 SH28
- 2019 SJ28
- 2019 SK28
- 2019 SL28
- 2019 SM28
- 2019 SN28
- 2019 SP28
- 2019 SQ28
- 2019 SR28
- 2019 SS28
- 2019 ST28
- 2019 SU28
- 2019 SV28
- 2019 SW28
- 2019 SX28
- 2019 SY28
- 2019 SZ28
- 2019 SA29
- 2019 SB29
- 2019 SC29
- 2019 SE29
- 2019 SF29
- 2019 SG29
- 2019 SH29
- 2019 SJ29
- 2019 SK29
- 2019 SL29
- 2019 SM29
- 2019 SN29
- 2019 SO29
- 2019 SP29
- 2019 SQ29
- 2019 SR29
- 2019 ST29
- 2019 SV29
- 2019 SW29
- 2019 SX29
- 2019 SY29
- 2019 SZ29
- 2019 SA30
- 2019 SB30
- 2019 SC30
- 2019 SD30
- 2019 SE30
- 2019 SF30
- 2019 SH30
- 2019 SJ30
- 2019 SK30
- 2019 SL30
- 2019 SM30
- 2019 SN30
- 2019 SP30
- 2019 SQ30
- 2019 SR30
- 2019 SS30
- 2019 ST30
- 2019 SW30
- 2019 SY30
- 2019 SZ30
- 2019 SA31
- 2019 SB31
- 2019 SC31
- 2019 SD31
- 2019 SE31
- 2019 SF31
- 2019 SG31
- 2019 SH31
- 2019 SJ31
- 2019 SK31
- 2019 SL31
- 2019 SM31
- 2019 SN31
- 2019 SO31
- 2019 SR31
- 2019 SS31
- 2019 ST31
- 2019 SU31
- 2019 SV31
- 2019 SW31
- 2019 SX31
- 2019 SZ31
- 2019 SB32
- 2019 SD32
- 2019 SE32
- 2019 SF32
- 2019 SG32
- 2019 SH32
- 2019 SJ32
- 2019 SK32
- 2019 SL32
- 2019 SM32
- 2019 SN32
- 2019 SO32
- 2019 SP32
- 2019 SQ32
- 2019 SR32
- 2019 ST32
- 2019 SU32
- 2019 SV32
- 2019 SW32
- 2019 SX32
- 2019 SY32
- 2019 SA33
- 2019 SB33
- 2019 SD33
- 2019 SE33
- 2019 SF33
- 2019 SG33
- 2019 SJ33
- 2019 SK33
- 2019 SL33
- 2019 SM33
- 2019 SN33
- 2019 SO33
- 2019 SP33
- 2019 SQ33
- 2019 SR33
- 2019 SS33
- 2019 ST33
- 2019 SU33
- 2019 SV33
- 2019 SX33
- 2019 SY33
- 2019 SA34
- 2019 SB34
- 2019 SC34
- 2019 SF34
- 2019 SG34
- 2019 SH34
- 2019 SJ34
- 2019 SL34
- 2019 SM34
- 2019 SN34
- 2019 SO34
- 2019 SP34
- 2019 SR34
- 2019 SS34
- 2019 ST34
- 2019 SU34
- 2019 SV34
- 2019 SW34
- 2019 SX34
- 2019 SY34
- 2019 SZ34
- 2019 SA35
- 2019 SB35
- 2019 SC35
- 2019 SD35
- 2019 SE35
- 2019 SF35
- 2019 SG35
- 2019 SH35
- 2019 SJ35
- 2019 SK35
- 2019 SL35
- 2019 SM35
- 2019 SN35
- 2019 SO35
- 2019 SQ35
- 2019 ST35
- 2019 SV35
- 2019 SW35
- 2019 SX35
- 2019 SY35
- 2019 SZ35
- 2019 SA36
- 2019 SB36
- 2019 SC36
- 2019 SD36
- 2019 SE36
- 2019 SF36
- 2019 SG36
- 2019 SH36
- 2019 SK36
- 2019 SL36
- 2019 SM36
- 2019 SN36
- 2019 SO36
- 2019 SP36
- 2019 SQ36
- 2019 SR36
- 2019 SS36
- 2019 ST36
- 2019 SU36
- 2019 SV36
- 2019 SX36
- 2019 SY36
- 2019 SZ36
- 2019 SA37
- 2019 SB37
- 2019 SC37
- 2019 SD37
- 2019 SE37
- 2019 SF37
- 2019 SG37
- 2019 SJ37
- 2019 SK37
- 2019 SL37
- 2019 SM37
- 2019 SO37
- 2019 SP37
- 2019 SQ37
- 2019 SS37
- 2019 ST37
- 2019 SU37
- 2019 SV37
- 2019 SW37
- 2019 SY37
- 2019 SZ37
- 2019 SA38
- 2019 SD38
- 2019 SE38
- 2019 SF38
- 2019 SG38
- 2019 SH38
- 2019 SJ38
- 2019 SK38
- 2019 SM38
- 2019 SO38
- 2019 SP38
- 2019 SQ38
- 2019 SR38
- 2019 ST38
- 2019 SU38
- 2019 SW38
- 2019 SX38
- 2019 SY38
- 2019 SZ38
- 2019 SA39
- 2019 SB39
- 2019 SC39
- 2019 SD39
- 2019 SE39
- 2019 SF39
- 2019 SG39
- 2019 SH39
- 2019 SK39
- 2019 SL39
- 2019 SM39
- 2019 SO39
- 2019 SP39
- 2019 SQ39
- 2019 SR39
- 2019 SS39
- 2019 ST39
- 2019 SU39
- 2019 SV39
- 2019 SW39
- 2019 SX39
- 2019 SY39
- 2019 SA40
- 2019 SB40
- 2019 SC40
- 2019 SE40
- 2019 SG40
- 2019 SH40
- 2019 SJ40
- 2019 SK40
- 2019 SL40
- 2019 SM40
- 2019 SP40
- 2019 SR40
- 2019 SS40
- 2019 ST40
- 2019 SU40
- 2019 SV40
- 2019 SW40
- 2019 SX40
- 2019 SZ40
- 2019 SA41
- 2019 SB41
- 2019 SC41
- 2019 SD41
- 2019 SE41
- 2019 SF41
- 2019 SG41
- 2019 SH41
- 2019 SJ41
- 2019 SK41
- 2019 SL41
- 2019 SM41
- 2019 SQ41
- 2019 SR41
- 2019 SS41
- 2019 ST41
- 2019 SU41
- 2019 SV41
- 2019 SW41
- 2019 SX41
- 2019 SY41
- 2019 SZ41
- 2019 SA42
- 2019 SB42
- 2019 SC42
- 2019 SD42
- 2019 SE42
- 2019 SF42
- 2019 SG42
- 2019 SH42
- 2019 SJ42
- 2019 SK42
- 2019 SL42
- 2019 SM42
- 2019 SN42
- 2019 SO42
- 2019 SP42
- 2019 SQ42
- 2019 SR42
- 2019 SS42
- 2019 ST42
- 2019 SU42
- 2019 SV42
- 2019 SW42
- 2019 SX42
- 2019 SY42
- 2019 SZ42
- 2019 SB43
- 2019 SC43
- 2019 SD43
- 2019 SE43
- 2019 SF43
- 2019 SG43
- 2019 SH43
- 2019 SJ43
- 2019 SK43
- 2019 SL43
- 2019 SM43
- 2019 SN43
- 2019 SO43
- 2019 SP43
- 2019 SQ43
- 2019 SR43
- 2019 SS43
- 2019 ST43
- 2019 SU43
- 2019 SV43
- 2019 SW43
- 2019 SX43
- 2019 SZ43
- 2019 SA44
- 2019 SB44
- 2019 SC44
- 2019 SF44
- 2019 SH44
- 2019 SK44
- 2019 SL44
- 2019 SM44
- 2019 SN44
- 2019 SO44
- 2019 SR44
- 2019 SS44
- 2019 SU44
- 2019 SV44
- 2019 SW44
- 2019 SX44
- 2019 SY44
- 2019 SZ44
- 2019 SC45
- 2019 SD45
- 2019 SE45
- 2019 SF45
- 2019 SG45
- 2019 SJ45
- 2019 SK45
- 2019 SL45
- 2019 SM45
- 2019 SN45
- 2019 SO45
- 2019 SQ45
- 2019 SR45
- 2019 SS45
- 2019 ST45
- 2019 SV45
- 2019 SX45
- 2019 SY45
- 2019 SZ45
- 2019 SA46
- 2019 SD46
- 2019 SE46
- 2019 SF46
- 2019 SG46
- 2019 SJ46
- 2019 SK46
- 2019 SL46
- 2019 SM46
- 2019 SN46
- 2019 SO46
- 2019 SP46
- 2019 SQ46
- 2019 SR46
- 2019 SS46
- 2019 ST46
- 2019 SV46
- 2019 SW46
- 2019 SX46
- 2019 SY46
- 2019 SZ46
- 2019 SA47
- 2019 SB47
- 2019 SC47
- 2019 SD47
- 2019 SF47
- 2019 SG47
- 2019 SH47
- 2019 SK47
- 2019 SL47
- 2019 SM47
- 2019 SN47
- 2019 SO47
- 2019 SP47
- 2019 SQ47
- 2019 SR47
- 2019 SS47
- 2019 ST47
- 2019 SU47
- 2019 SW47
- 2019 SX47
- 2019 SY47
- 2019 SZ47
- 2019 SB48
- 2019 SC48
- 2019 SD48
- 2019 SE48
- 2019 SF48
- 2019 SG48
- 2019 SH48
- 2019 SJ48
- 2019 SK48
- 2019 SL48
- 2019 SM48
- 2019 SN48
- 2019 SO48
- 2019 SP48
- 2019 SQ48
- 2019 ST48
- 2019 SU48
- 2019 SV48
- 2019 SW48
- 2019 SX48
- 2019 SY48
- 2019 SA49
- 2019 SB49
- 2019 SC49
- 2019 SE49
- 2019 SG49
- 2019 SH49
- 2019 SJ49
- 2019 SL49
- 2019 SM49
- 2019 SN49
- 2019 SO49
- 2019 SP49
- 2019 SQ49
- 2019 SR49
- 2019 SS49
- 2019 ST49
- 2019 SV49
- 2019 SW49
- 2019 SX49
- 2019 SY49
- 2019 SA50
- 2019 SB50
- 2019 SD50
- 2019 SE50
- 2019 SF50
- 2019 SG50
- 2019 SH50
- 2019 SJ50
- 2019 SK50
- 2019 SL50
- 2019 SM50
- 2019 SN50
- 2019 SO50
- 2019 SP50
- 2019 SR50
- 2019 SS50
- 2019 ST50
- 2019 SU50
- 2019 SV50
- 2019 SX50
- 2019 SY50
- 2019 SZ50
- 2019 SA51
- 2019 SD51
- 2019 SE51
- 2019 SF51
- 2019 SH51
- 2019 SJ51
- 2019 SK51
- 2019 SL51
- 2019 SM51
- 2019 SN51
- 2019 SP51
- 2019 SQ51
- 2019 SR51
- 2019 SS51
- 2019 ST51
- 2019 SU51
- 2019 SV51
- 2019 SW51
- 2019 SY51
- 2019 SZ51
- 2019 SA52
- 2019 SB52
- 2019 SC52
- 2019 SD52
- 2019 SE52
- 2019 SF52
- 2019 SG52
- 2019 SJ52
- 2019 SL52
- 2019 SM52
- 2019 SN52
- 2019 SO52
- 2019 SP52
- 2019 SQ52
- 2019 SR52
- 2019 SS52
- 2019 ST52
- 2019 SU52
- 2019 SW52
- 2019 SX52
- 2019 SA53
- 2019 SB53
- 2019 SC53
- 2019 SD53
- 2019 SE53
- 2019 SF53
- 2019 SG53
- 2019 SH53
- 2019 SJ53
- 2019 SK53
- 2019 SL53
- 2019 SM53
- 2019 SN53
- 2019 SO53
- 2019 SP53
- 2019 SQ53
- 2019 SR53
- 2019 SS53
- 2019 ST53
- 2019 SU53
- 2019 SV53
- 2019 SW53
- 2019 SX53
- 2019 SY53
- 2019 SZ53
- 2019 SA54
- 2019 SC54
- 2019 SD54
- 2019 SE54
- 2019 SG54
- 2019 SH54
- 2019 SK54
- 2019 SL54
- 2019 SM54
- 2019 SN54
- 2019 SO54
- 2019 SP54
- 2019 SQ54
- 2019 SR54
- 2019 ST54
- 2019 SU54
- 2019 SV54
- 2019 SW54
- 2019 SX54
- 2019 SY54
- 2019 SZ54
- 2019 SA55
- 2019 SB55
- 2019 SD55
- 2019 SE55
- 2019 SF55
- 2019 SJ55
- 2019 SM55
- 2019 SN55
- 2019 SO55
- 2019 SP55
- 2019 SQ55
- 2019 SR55
- 2019 SS55
- 2019 ST55
- 2019 SU55
- 2019 SV55
- 2019 SX55
- 2019 SY55
- 2019 SZ55
- 2019 SA56
- 2019 SD56
- 2019 SE56
- 2019 SF56
- 2019 SG56
- 2019 SH56
- 2019 SJ56
- 2019 SK56
- 2019 SM56
- 2019 SO56
- 2019 SQ56
- 2019 SR56
- 2019 SS56
- 2019 ST56
- 2019 SU56
- 2019 SV56
- 2019 SW56
- 2019 SX56
- 2019 SY56
- 2019 SZ56
- 2019 SA57
- 2019 SB57
- 2019 SC57
- 2019 SD57
- 2019 SE57
- 2019 SF57
- 2019 SG57
- 2019 SH57
- 2019 SJ57
- 2019 SK57
- 2019 SL57
- 2019 SM57
- 2019 SN57
- 2019 SO57
- 2019 SP57
- 2019 SR57
- 2019 SS57
- 2019 ST57
- 2019 SU57
- 2019 SV57
- 2019 SW57
- 2019 SX57
- 2019 SY57
- 2019 SA58
- 2019 SB58
- 2019 SD58
- 2019 SE58
- 2019 SF58
- 2019 SG58
- 2019 SH58
- 2019 SJ58
- 2019 SK58
- 2019 SL58
- 2019 SM58
- 2019 SP58
- 2019 SQ58
- 2019 SR58
- 2019 ST58
- 2019 SU58
- 2019 SV58
- 2019 SW58
- 2019 SY58
- 2019 SZ58
- 2019 SA59
- 2019 SB59
- 2019 SC59
- 2019 SD59
- 2019 SE59
- 2019 SF59
- 2019 SG59
- 2019 SH59
- 2019 SJ59
- 2019 SK59
- 2019 SL59
- 2019 SN59
- 2019 SP59
- 2019 SQ59
- 2019 SR59
- 2019 SS59
- 2019 ST59
- 2019 SU59
- 2019 SV59
- 2019 SW59
- 2019 SX59
- 2019 SY59
- 2019 SZ59
- 2019 SB60
- 2019 SC60
- 2019 SD60
- 2019 SF60
- 2019 SG60
- 2019 SH60
- 2019 SJ60
- 2019 SK60
- 2019 SM60
- 2019 SN60
- 2019 SO60
- 2019 SP60
- 2019 SR60
- 2019 SS60
- 2019 ST60
- 2019 SU60
- 2019 SV60
- 2019 SW60
- 2019 SX60
- 2019 SY60
- 2019 SZ60
- 2019 SA61
- 2019 SB61
- 2019 SD61
- 2019 SE61
- 2019 SH61
- 2019 SJ61
- 2019 SK61
- 2019 SL61
- 2019 SO61
- 2019 SP61
- 2019 SQ61
- 2019 SR61
- 2019 SS61
- 2019 ST61
- 2019 SV61
- 2019 SW61
- 2019 SX61
- 2019 SZ61
- 2019 SA62
- 2019 SB62
- 2019 SC62
- 2019 SD62
- 2019 SE62
- 2019 SF62
- 2019 SG62
- 2019 SH62
- 2019 SJ62
- 2019 SL62
- 2019 SM62
- 2019 SN62
- 2019 SQ62
- 2019 SR62
- 2019 SS62
- 2019 ST62
- 2019 SU62
- 2019 SV62
- 2019 SX62
- 2019 SY62
- 2019 SZ62
- 2019 SA63
- 2019 SB63
- 2019 SC63
- 2019 SD63
- 2019 SE63
- 2019 SG63
- 2019 SJ63
- 2019 SK63
- 2019 SL63
- 2019 SM63
- 2019 SN63
- 2019 SO63
- 2019 SP63
- 2019 SQ63
- 2019 SS63
- 2019 SU63
- 2019 SV63
- 2019 SW63
- 2019 SX63
- 2019 SY63
- 2019 SZ63
- 2019 SA64
- 2019 SC64
- 2019 SD64
- 2019 SE64
- 2019 SF64
- 2019 SG64
- 2019 SH64
- 2019 SK64
- 2019 SL64
- 2019 SM64
- 2019 SN64
- 2019 SP64
- 2019 SQ64
- 2019 SR64
- 2019 SS64
- 2019 ST64
- 2019 SU64
- 2019 SV64
- 2019 SW64
- 2019 SX64
- 2019 SY64
- 2019 SA65
- 2019 SC65
- 2019 SD65
- 2019 SE65
- 2019 SF65
- 2019 SG65
- 2019 SH65
- 2019 SJ65
- 2019 SL65
- 2019 SM65
- 2019 SN65
- 2019 SO65
- 2019 SP65
- 2019 SR65
- 2019 ST65
- 2019 SU65
- 2019 SX65
- 2019 SY65
- 2019 SZ65
- 2019 SA66
- 2019 SC66
- 2019 SE66
- 2019 SF66
- 2019 SG66
- 2019 SH66
- 2019 SJ66
- 2019 SK66
- 2019 SL66
- 2019 SQ66
- 2019 SS66
- 2019 ST66
- 2019 SU66
- 2019 SV66
- 2019 SW66
- 2019 SX66
- 2019 SY66
- 2019 SA67
- 2019 SB67
- 2019 SC67
- 2019 SD67
- 2019 SE67
- 2019 SH67
- 2019 SK67
- 2019 SM67
- 2019 SN67
- 2019 SO67
- 2019 SP67
- 2019 SQ67
- 2019 SR67
- 2019 SS67
- 2019 ST67
- 2019 SU67
- 2019 SV67
- 2019 SW67
- 2019 SX67
- 2019 SZ67
- 2019 SA68
- 2019 SB68
- 2019 SC68
- 2019 SE68
- 2019 SG68
- 2019 SH68
- 2019 SK68
- 2019 SL68
- 2019 SM68
- 2019 SO68
- 2019 SQ68
- 2019 SR68
- 2019 SS68
- 2019 ST68
- 2019 SU68
- 2019 SV68
- 2019 SW68
- 2019 SZ68
- 2019 SA69
- 2019 SB69
- 2019 SC69
- 2019 SD69
- 2019 SE69
- 2019 SF69
- 2019 SG69
- 2019 SH69
- 2019 SJ69
- 2019 SK69
- 2019 SN69
- 2019 SO69
- 2019 SR69
- 2019 SS69
- 2019 ST69
- 2019 SU69
- 2019 SV69
- 2019 SW69
- 2019 SX69
- 2019 SZ69
- 2019 SA70
- 2019 SB70
- 2019 SC70
- 2019 SD70
- 2019 SE70
- 2019 SF70
- 2019 SG70
- 2019 SH70
- 2019 SL70
- 2019 SM70
- 2019 SN70
- 2019 SO70
- 2019 SP70
- 2019 SQ70
- 2019 SS70
- 2019 ST70
- 2019 SU70
- 2019 SV70
- 2019 SW70
- 2019 SY70
- 2019 SZ70
- 2019 SA71
- 2019 SB71
- 2019 SC71
- 2019 SD71
- 2019 SE71
- 2019 SF71
- 2019 SG71
- 2019 SH71
- 2019 SJ71
- 2019 SK71
- 2019 SL71
- 2019 SM71
- 2019 SN71
- 2019 SP71
- 2019 SQ71
- 2019 SS71
- 2019 ST71
- 2019 SU71
- 2019 SV71
- 2019 SX71
- 2019 SY71
- 2019 SZ71
- 2019 SC72
- 2019 SE72
- 2019 SF72
- 2019 SG72
- 2019 SH72
- 2019 SJ72
- 2019 SK72
- 2019 SM72
- 2019 SN72
- 2019 SO72
- 2019 SP72
- 2019 SQ72
- 2019 SR72
- 2019 SS72
- 2019 ST72
- 2019 SU72
- 2019 SW72
- 2019 SX72
- 2019 SY72
- 2019 SZ72
- 2019 SB73
- 2019 SC73
- 2019 SD73
- 2019 SF73
- 2019 SG73
- 2019 SH73
- 2019 SJ73
- 2019 SL73
- 2019 SN73
- 2019 SO73
- 2019 SP73
- 2019 SQ73
- 2019 SR73
- 2019 ST73
- 2019 SU73
- 2019 SV73
- 2019 SW73
- 2019 SX73
- 2019 SZ73
- 2019 SA74
- 2019 SB74
- 2019 SC74
- 2019 SD74
- 2019 SE74
- 2019 SF74
- 2019 SG74
- 2019 SJ74
- 2019 SK74
- 2019 SL74
- 2019 SM74
- 2019 SN74
- 2019 SO74
- 2019 SP74
- 2019 SQ74
- 2019 SS74
- 2019 ST74
- 2019 SV74
- 2019 SW74
- 2019 SX74
- 2019 SA75
- 2019 SC75
- 2019 SD75
- 2019 SE75
- 2019 SF75
- 2019 SG75
- 2019 SH75
- 2019 SJ75
- 2019 SK75
- 2019 SL75
- 2019 SM75
- 2019 SN75
- 2019 SO75
- 2019 SP75
- 2019 SQ75
- 2019 SR75
- 2019 SS75
- 2019 ST75
- 2019 SU75
- 2019 SV75
- 2019 SW75
- 2019 SX75
- 2019 SZ75
- 2019 SB76
- 2019 SC76
- 2019 SD76
- 2019 SE76
- 2019 SF76
- 2019 SG76
- 2019 SH76
- 2019 SJ76
- 2019 SK76
- 2019 SL76
- 2019 SM76
- 2019 SN76
- 2019 SP76
- 2019 SQ76
- 2019 SR76
- 2019 SS76
- 2019 SU76
- 2019 SV76
- 2019 SX76
- 2019 SY76
- 2019 SZ76
- 2019 SA77
- 2019 SB77
- 2019 SC77
- 2019 SD77
- 2019 SE77
- 2019 SG77
- 2019 SH77
- 2019 SJ77
- 2019 SK77
- 2019 SM77
- 2019 SN77
- 2019 SO77
- 2019 SP77
- 2019 SQ77
- 2019 SR77
- 2019 SS77
- 2019 ST77
- 2019 SU77
- 2019 SV77
- 2019 SW77
- 2019 SX77
- 2019 SY77
- 2019 SZ77
- 2019 SA78
- 2019 SB78
- 2019 SC78
- 2019 SD78
- 2019 SE78
- 2019 SG78
- 2019 SJ78
- 2019 SK78
- 2019 SL78
- 2019 SM78
- 2019 SN78
- 2019 SO78
- 2019 SP78
- 2019 SQ78
- 2019 SR78
- 2019 SS78
- 2019 ST78
- 2019 SU78
- 2019 SV78
- 2019 SW78
- 2019 SX78
- 2019 SY78
- 2019 SZ78
- 2019 SA79
- 2019 SB79
- 2019 SC79
- 2019 SD79
- 2019 SE79
- 2019 SF79
- 2019 SH79
- 2019 SK79
- 2019 SL79
- 2019 SN79
- 2019 SP79
- 2019 SQ79
- 2019 SS79
- 2019 ST79
- 2019 SU79
- 2019 SV79
- 2019 SY79
- 2019 SA80
- 2019 SB80
- 2019 SC80
- 2019 SD80
- 2019 SE80
- 2019 SF80
- 2019 SG80
- 2019 SH80
- 2019 SK80
- 2019 SL80
- 2019 SM80
- 2019 SN80
- 2019 ST80
- 2019 SU80
- 2019 SW80
- 2019 SX80
- 2019 SZ80
- 2019 SA81
- 2019 SB81
- 2019 SC81
- 2019 SE81
- 2019 SF81
- 2019 SG81
- 2019 SH81
- 2019 SK81
- 2019 SL81
- 2019 SM81
- 2019 SN81
- 2019 SO81
- 2019 SP81
- 2019 SQ81
- 2019 SR81
- 2019 SS81
- 2019 SV81
- 2019 SX81
- 2019 SY81
- 2019 SZ81
- 2019 SA82
- 2019 SB82
- 2019 SC82
- 2019 SE82
- 2019 SN82
- 2019 SP82
- 2019 SU82
- 2019 SX82
- 2019 SJ83
- 2019 SM83
- 2019 SO83
- 2019 SQ83
- 2019 SR83
- 2019 SS83
- 2019 SW83
- 2019 SY83
- 2019 SZ83
- 2019 SC84
- 2019 SG84
- 2019 SH84
- 2019 SL84
- 2019 SO84
- 2019 SP84
- 2019 SQ84
- 2019 SS84
- 2019 SW84
- 2019 SY84
- 2019 SZ84
- 2019 SA85
- 2019 SB85
- 2019 SC85
- 2019 SD85
- 2019 SG85
- 2019 SK85
- 2019 SN85
- 2019 SO85
- 2019 SP85
- 2019 SQ85
- 2019 SR85
- 2019 SW85
- 2019 SY85
- 2019 SZ85
- 2019 SB86
- 2019 SE86
- 2019 SF86
- 2019 SH86
- 2019 SK86
- 2019 SL86
- 2019 SN86
- 2019 SO86
- 2019 SP86
- 2019 SQ86
- 2019 SR86
- 2019 SS86
- 2019 ST86
- 2019 SU86
- 2019 SV86
- 2019 SW86
- 2019 SX86
- 2019 SY86
- 2019 SZ86
- 2019 SA87
- 2019 SC87
- 2019 SD87
- 2019 SE87
- 2019 SJ87
- 2019 SK87
- 2019 SL87
- 2019 SM87
- 2019 SN87
- 2019 SO87
- 2019 SP87
- 2019 SQ87
- 2019 SR87
- 2019 SS87
- 2019 ST87
- 2019 SU87
- 2019 SV87
- 2019 SW87
- 2019 SX87
- 2019 SZ87
- 2019 SB88
- 2019 SC88
- 2019 SD88
- 2019 SE88
- 2019 SF88
- 2019 SG88
- 2019 SH88
- 2019 SK88
- 2019 SM88
- 2019 SN88
- 2019 SQ88
- 2019 SR88
- 2019 SS88
- 2019 ST88
- 2019 SU88
- 2019 SV88
- 2019 SW88
- 2019 SX88
- 2019 SZ88
- 2019 SA89
- 2019 SB89
- 2019 SC89
- 2019 SD89
- 2019 SE89
- 2019 SF89
- 2019 SG89
- 2019 SH89
- 2019 SJ89
- 2019 SK89
- 2019 SL89
- 2019 SM89
- 2019 SN89
- 2019 SO89
- 2019 SP89
- 2019 SQ89
- 2019 SR89
- 2019 SS89
- 2019 SU89
- 2019 SW89
- 2019 SX89
- 2019 SY89
- 2019 SZ89
- 2019 SA90
- 2019 SB90
- 2019 SC90
- 2019 SD90
- 2019 SE90
- 2019 SG90
- 2019 SH90
- 2019 SJ90
- 2019 SK90
- 2019 SL90
- 2019 SM90
- 2019 SN90
- 2019 SO90
- 2019 SP90
- 2019 SQ90
- 2019 SR90
- 2019 SS90
- 2019 ST90
- 2019 SU90
- 2019 SV90
- 2019 SW90
- 2019 SX90
- 2019 SZ90
- 2019 SA91
- 2019 SB91
- 2019 SC91
- 2019 SD91
- 2019 SE91
- 2019 SF91
- 2019 SG91
- 2019 SH91
- 2019 SJ91
- 2019 SK91
- 2019 SL91
- 2019 SM91
- 2019 SN91
- 2019 SO91
- 2019 SP91
- 2019 SQ91
- 2019 SR91
- 2019 SS91
- 2019 ST91
- 2019 SU91
- 2019 SV91
- 2019 SW91
- 2019 SX91
- 2019 SY91
- 2019 SC92
- 2019 SE92
- 2019 SF92
- 2019 SH92
- 2019 SJ92
- 2019 SK92
- 2019 SL92
- 2019 SN92
- 2019 SP92
- 2019 SQ92
- 2019 SS92
- 2019 ST92
- 2019 SU92
- 2019 SV92
- 2019 SX92
- 2019 SY92
- 2019 SZ92
- 2019 SA93
- 2019 SB93
- 2019 SD93
- 2019 SE93
- 2019 SF93
- 2019 SG93
- 2019 SH93
- 2019 SJ93
- 2019 SK93
- 2019 SL93
- 2019 SM93
- 2019 SN93
- 2019 SO93
- 2019 SP93
- 2019 SQ93
- 2019 SR93
- 2019 SS93
- 2019 ST93
- 2019 SU93
- 2019 SV93
- 2019 SW93
- 2019 SX93
- 2019 SY93
- 2019 SZ93
- 2019 SA94
- 2019 SB94
- 2019 SC94
- 2019 SD94
- 2019 SE94
- 2019 SF94
- 2019 SG94
- 2019 SH94
- 2019 SJ94
- 2019 SK94
- 2019 SL94
- 2019 SM94
- 2019 SN94
- 2019 SO94
- 2019 SQ94
- 2019 SR94
- 2019 SS94
- 2019 ST94
- 2019 SU94
- 2019 SV94
- 2019 SW94
- 2019 SX94
- 2019 SY94
- 2019 SZ94
- 2019 SA95
- 2019 SB95
- 2019 SC95
- 2019 SD95
- 2019 SE95
- 2019 SF95
- 2019 SG95
- 2019 SH95
- 2019 SJ95
- 2019 SK95
- 2019 SL95
- 2019 SM95
- 2019 SO95
- 2019 SQ95
- 2019 SR95
- 2019 SS95
- 2019 ST95
- 2019 SU95
- 2019 SV95
- 2019 SW95
- 2019 SX95
- 2019 SY95
- 2019 SZ95
- 2019 SA96
- 2019 SB96
- 2019 SC96
- 2019 SD96
- 2019 SE96
- 2019 SF96
- 2019 SG96
- 2019 SJ96
- 2019 SK96
- 2019 SL96
- 2019 SM96
- 2019 SN96
- 2019 SO96
- 2019 SP96
- 2019 SQ96
- 2019 SR96
- 2019 SS96
- 2019 ST96
- 2019 SU96
- 2019 SV96
- 2019 SW96
- 2019 SX96
- 2019 SY96
- 2019 SZ96
- 2019 SA97
- 2019 SB97
- 2019 SC97
- 2019 SD97
- 2019 SE97
- 2019 SF97
- 2019 SG97
- 2019 SH97
- 2019 SJ97
- 2019 SK97
- 2019 SL97
- 2019 SM97
- 2019 SN97
- 2019 SO97
- 2019 SP97
- 2019 SQ97
- 2019 SR97
- 2019 SS97
- 2019 ST97
- 2019 SU97
- 2019 SV97
- 2019 SW97
- 2019 SX97
- 2019 SY97
- 2019 SZ97
- 2019 SA98
- 2019 SB98
- 2019 SD98
- 2019 SE98
- 2019 SG98
- 2019 SH98
- 2019 SJ98
- 2019 SK98
- 2019 SL98
- 2019 SM98
- 2019 SN98
- 2019 SO98
- 2019 SP98
- 2019 SQ98
- 2019 SR98
- 2019 SS98
- 2019 ST98
- 2019 SU98
- 2019 SV98
- 2019 SW98
- 2019 SX98
- 2019 SY98
- 2019 SZ98
- 2019 SA99
- 2019 SB99
- 2019 SC99
- 2019 SD99
- 2019 SE99
- 2019 SF99
- 2019 SG99
- 2019 SJ99
- 2019 SK99
- 2019 SL99
- 2019 SM99
- 2019 SN99
- 2019 SO99
- 2019 SP99
- 2019 SQ99
- 2019 SR99
- 2019 SS99
- 2019 ST99
- 2019 SU99
- 2019 SV99
- 2019 SW99
- 2019 SX99
- 2019 SY99
- 2019 SZ99
- 2019 SA100
- 2019 SB100
- 2019 SC100
- 2019 SD100
- 2019 SE100
- 2019 SF100
- 2019 SG100
- 2019 SH100
- 2019 SJ100
- 2019 SK100
- 2019 SL100
- 2019 SM100
- 2019 SN100
- 2019 SO100
- 2019 SP100
- 2019 SQ100
- 2019 SR100
- 2019 SS100
- 2019 ST100
- 2019 SU100
- 2019 SV100
- 2019 SW100
- 2019 SX100
- 2019 SY100
- 2019 SZ100
- 2019 SA101
- 2019 SB101
- 2019 SC101
- 2019 SD101
- 2019 SE101
- 2019 SF101
- 2019 SG101
- 2019 SH101
- 2019 SJ101
- 2019 SK101
- 2019 SL101
- 2019 SM101
- 2019 SN101
- 2019 SO101
- 2019 SP101
- 2019 SQ101
- 2019 SR101
- 2019 SS101
- 2019 ST101
- 2019 SU101
- 2019 SV101
- 2019 SW101
- 2019 SX101
- 2019 SY101
- 2019 SZ101
- 2019 SA102
- 2019 SB102
- 2019 SC102
- 2019 SD102
- 2019 SE102
- 2019 SF102
- 2019 SG102
- 2019 SH102
- 2019 SJ102
- 2019 SK102
- 2019 SL102
- 2019 SM102
- 2019 SN102
- 2019 SO102
- 2019 SP102
- 2019 SQ102
- 2019 SR102
- 2019 SS102
- 2019 ST102
- 2019 SU102
- 2019 SV102
- 2019 SW102
- 2019 SX102
- 2019 SY102
- 2019 SZ102
- 2019 SA103
- 2019 SC103
- 2019 SD103
- 2019 SE103
- 2019 SF103
- 2019 SG103
- 2019 SH103
- 2019 SJ103
- 2019 SK103
- 2019 SL103
- 2019 SM103
- 2019 SN103
- 2019 SO103
- 2019 SP103
- 2019 SQ103
- 2019 SR103
- 2019 SS103
- 2019 ST103
- 2019 SU103
- 2019 SV103
- 2019 SW103
- 2019 SX103
- 2019 SY103
- 2019 SZ103
- 2019 SA104
- 2019 SB104
- 2019 SC104
- 2019 SD104
- 2019 SE104
- 2019 SF104
- 2019 SG104
- 2019 SH104
- 2019 SK104
- 2019 SL104
- 2019 SM104
- 2019 SN104
- 2019 SO104
- 2019 SP104
- 2019 SQ104
- 2019 SR104
- 2019 SS104
- 2019 ST104
- 2019 SU104
- 2019 SV104
- 2019 SW104
- 2019 SX104
- 2019 SY104
- 2019 SZ104
- 2019 SA105
- 2019 SC105
- 2019 SD105
- 2019 SE105
- 2019 SG105
- 2019 SH105
- 2019 SJ105
- 2019 SK105
- 2019 SL105
- 2019 SM105
- 2019 SN105
- 2019 SO105
- 2019 SP105
- 2019 SQ105
- 2019 SR105
- 2019 SS105
- 2019 SU105
- 2019 SV105
- 2019 SW105
- 2019 SX105
- 2019 SY105
- 2019 SZ105
- 2019 SA106
- 2019 SB106
- 2019 SC106
- 2019 SD106
- 2019 SE106
- 2019 SF106
- 2019 SG106
- 2019 SH106
- 2019 SL106
- 2019 SN106
- 2019 SO106
- 2019 SP106
- 2019 SQ106
- 2019 SR106
- 2019 SS106
- 2019 ST106
- 2019 SU106
- 2019 SV106
- 2019 SW106
- 2019 SX106
- 2019 SY106
- 2019 SZ106
- 2019 SB107
- 2019 SC107
- 2019 SD107
- 2019 SE107
- 2019 SF107
- 2019 SG107
- 2019 SH107
- 2019 SJ107
- 2019 SK107
- 2019 SL107
- 2019 SM107
- 2019 SN107
- 2019 SO107
- 2019 SP107
- 2019 SQ107
- 2019 SR107
- 2019 SS107
- 2019 ST107
- 2019 SU107
- 2019 SV107
- 2019 SW107
- 2019 SX107
- 2019 SY107
- 2019 SZ107
- 2019 SA108
- 2019 SB108
- 2019 SC108
- 2019 SD108
- 2019 SF108
- 2019 SG108
- 2019 SH108
- 2019 SJ108
- 2019 SK108
- 2019 SM108
- 2019 SN108
- 2019 SU108
- 2019 SW108
- 2019 SX108
- 2019 SY108
- 2019 SZ108
- 2019 SB109
- 2019 SC109
- 2019 SD109
- 2019 SE109
- 2019 SF109
- 2019 SG109
- 2019 SH109
- 2019 SJ109
- 2019 SK109
- 2019 SL109
- 2019 SM109
- 2019 SN109
- 2019 SO109
- 2019 SP109
- 2019 SQ109
- 2019 SR109
- 2019 SS109
- 2019 ST109
- 2019 SU109
- 2019 SV109
- 2019 SX109
- 2019 SY109
- 2019 SZ109
- 2019 SA110
- 2019 SB110
- 2019 SC110
- 2019 SD110
- 2019 SF110
- 2019 SG110
- 2019 SJ110
- 2019 SK110
- 2019 SL110
- 2019 SO110
- 2019 SP110
- 2019 SQ110
- 2019 SR110
- 2019 SS110
- 2019 ST110
- 2019 SU110
- 2019 SV110
- 2019 SW110
- 2019 SX110
- 2019 SY110
- 2019 SZ110
- 2019 SA111
- 2019 SB111
- 2019 SC111
- 2019 SD111
- 2019 SE111
- 2019 SF111
- 2019 SG111
- 2019 SH111
- 2019 SJ111
- 2019 SK111
- 2019 SL111
- 2019 SM111
- 2019 SN111
- 2019 SO111
- 2019 SP111
- 2019 SQ111
- 2019 SR111
- 2019 SS111
- 2019 ST111
- 2019 SU111
- 2019 SV111
- 2019 SW111
- 2019 SX111
- 2019 SZ111
- 2019 SA112
- 2019 SB112
- 2019 SC112
- 2019 SD112
- 2019 SE112
- 2019 SF112
- 2019 SG112
- 2019 SH112
- 2019 SJ112
- 2019 SK112
- 2019 SL112
- 2019 SM112
- 2019 SN112
- 2019 SO112
- 2019 SP112
- 2019 SQ112
- 2019 SR112
- 2019 SS112
- 2019 ST112
- 2019 SU112
- 2019 SV112
- 2019 SW112
- 2019 SX112
- 2019 SY112
- 2019 SZ112
- 2019 SA113
- 2019 SB113
- 2019 SC113
- 2019 SD113
- 2019 SE113
- 2019 SF113
- 2019 SG113
- 2019 SH113
- 2019 SJ113
- 2019 SK113
- 2019 SL113
- 2019 SM113
- 2019 SN113
- 2019 SO113
- 2019 SP113
- 2019 SQ113
- 2019 SR113
- 2019 SS113
- 2019 ST113
- 2019 SU113
- 2019 SV113
- 2019 SW113
- 2019 SX113
- 2019 SZ113
- 2019 SA114
- 2019 SB114
- 2019 SC114
- 2019 SD114
- 2019 SE114
- 2019 SF114
- 2019 SG114
- 2019 SH114
- 2019 SJ114
- 2019 SK114
- 2019 SL114
- 2019 SM114
- 2019 SN114
- 2019 SO114
- 2019 SP114
- 2019 SQ114
- 2019 SR114
- 2019 SS114
- 2019 ST114
- 2019 SU114
- 2019 SV114
- 2019 SW114
- 2019 SX114
- 2019 SY114
- 2019 SZ114
- 2019 SA115
- 2019 SB115
- 2019 SD115
- 2019 SE115
- 2019 SF115
- 2019 SG115
- 2019 SH115
- 2019 SJ115
- 2019 SK115
- 2019 SL115
- 2019 SM115
- 2019 SN115
- 2019 SO115
- 2019 SP115
- 2019 SQ115
- 2019 SR115
- 2019 SS115
- 2019 SU115
- 2019 SV115
- 2019 SW115
- 2019 SX115
- 2019 SY115
- 2019 SZ115
- 2019 SA116
- 2019 SB116
- 2019 SC116
- 2019 SD116
- 2019 SE116
- 2019 SF116
- 2019 SG116
- 2019 SH116
- 2019 SJ116
- 2019 SK116
- 2019 SL116
- 2019 SM116
- 2019 SN116
- 2019 SO116
- 2019 SP116
- 2019 SQ116
- 2019 SS116
- 2019 ST116
- 2019 SU116
- 2019 SV116
- 2019 SW116
- 2019 SY116
- 2019 SZ116
- 2019 SA117
- 2019 SB117
- 2019 SC117
- 2019 SD117
- 2019 SE117
- 2019 SF117
- 2019 SG117
- 2019 SH117
- 2019 SJ117
- 2019 SK117
- 2019 SL117
- 2019 SM117
- 2019 SN117
- 2019 SO117
- 2019 SP117
- 2019 SQ117
- 2019 SR117
- 2019 SS117
- 2019 ST117
- 2019 SU117
- 2019 SV117
- 2019 SX117
- 2019 SY117
- 2019 SZ117
- 2019 SA118
- 2019 SB118
- 2019 SC118
- 2019 SD118
- 2019 SE118
- 2019 SF118
- 2019 SG118
- 2019 SJ118
- 2019 SK118
- 2019 SL118
- 2019 SM118
- 2019 SN118
- 2019 SO118
- 2019 SP118
- 2019 SQ118
- 2019 SR118
- 2019 SS118
- 2019 ST118
- 2019 SU118
- 2019 SV118
- 2019 SW118
- 2019 SX118
- 2019 SY118
- 2019 SZ118
- 2019 SA119
- 2019 SB119
- 2019 SC119
- 2019 SD119
- 2019 SE119
- 2019 SF119
- 2019 SG119
- 2019 SJ119
- 2019 SK119
- 2019 SL119
- 2019 SM119
- 2019 SN119
- 2019 SO119
- 2019 SP119
- 2019 SQ119
- 2019 SR119
- 2019 SS119
- 2019 ST119
- 2019 SU119
- 2019 SV119
- 2019 SW119
- 2019 SX119
- 2019 SY119
- 2019 SZ119
- 2019 SA120
- 2019 SC120
- 2019 SD120
- 2019 SE120
- 2019 SF120
- 2019 SG120
- 2019 SH120
- 2019 SJ120
- 2019 SK120
- 2019 SL120
- 2019 SM120
- 2019 SO120
- 2019 SP120
- 2019 SQ120
- 2019 SR120
- 2019 SS120
- 2019 ST120
- 2019 SU120
- 2019 SW120
- 2019 SX120
- 2019 SY120
- 2019 SZ120
- 2019 SA121
- 2019 SB121
- 2019 SC121
- 2019 SD121
- 2019 SE121
- 2019 SF121
- 2019 SG121
- 2019 SH121
- 2019 SJ121
- 2019 SL121
- 2019 SO121
- 2019 SP121
- 2019 SQ121
- 2019 SS121
- 2019 SU121
- 2019 SV121
- 2019 SX121
- 2019 SY121
- 2019 SA122
- 2019 SB122
- 2019 SC122
- 2019 SD122
- 2019 SE122
- 2019 SF122
- 2019 SG122
- 2019 SH122
- 2019 SL122
- 2019 SM122
- 2019 SN122
- 2019 SP122
- 2019 SQ122
- 2019 SR122
- 2019 SS122
- 2019 ST122
- 2019 SU122
- 2019 SV122
- 2019 SW122
- 2019 SX122
- 2019 SY122
- 2019 SZ122
- 2019 SB123
- 2019 SC123
- 2019 SD123
- 2019 SE123
- 2019 SF123
- 2019 SG123
- 2019 SH123
- 2019 SJ123
- 2019 SK123
- 2019 SL123
- 2019 SM123
- 2019 SN123
- 2019 SO123
- 2019 SP123
- 2019 SQ123
- 2019 SR123
- 2019 SS123
- 2019 ST123
- 2019 SU123
- 2019 SV123
- 2019 SW123
- 2019 SX123
- 2019 SY123
- 2019 SZ123
- 2019 SA124
- 2019 SB124
- 2019 SC124
- 2019 SD124
- 2019 SE124
- 2019 SF124
- 2019 SG124
- 2019 SH124
- 2019 SJ124
- 2019 SK124
- 2019 SM124
- 2019 SO124
- 2019 SP124
- 2019 SR124
- 2019 SS124
- 2019 ST124
- 2019 SU124
- 2019 SV124
- 2019 SW124
- 2019 SX124
- 2019 SY124
- 2019 SZ124
- 2019 SA125
- 2019 SB125
- 2019 SC125
- 2019 SD125
- 2019 SE125
- 2019 SF125
- 2019 SG125
- 2019 SH125
- 2019 SJ125
- 2019 SK125
- 2019 SL125
- 2019 SM125
- 2019 SN125
- 2019 SO125
- 2019 SP125
- 2019 SQ125
- 2019 SR125
- 2019 SS125
- 2019 ST125
- 2019 SU125
- 2019 SV125
- 2019 SW125
- 2019 SX125
- 2019 SY125
- 2019 SZ125
- 2019 SA126
- 2019 SB126
- 2019 SC126
- 2019 SD126
- 2019 SE126
- 2019 SF126
- 2019 SG126
- 2019 SH126
- 2019 SJ126
- 2019 SK126
- 2019 SL126
- 2019 SM126
- 2019 SN126
- 2019 SO126
- 2019 SP126
- 2019 SQ126
- 2019 SR126
- 2019 SS126
- 2019 ST126
- 2019 SU126
- 2019 SV126
- 2019 SW126
- 2019 SX126
- 2019 SY126
- 2019 SZ126
- 2019 SA127
- 2019 SB127
- 2019 SC127
- 2019 SD127
- 2019 SE127
- 2019 SF127
- 2019 SG127
- 2019 SH127
- 2019 SJ127
- 2019 SK127
- 2019 SL127
- 2019 SM127
- 2019 SN127
- 2019 SO127
- 2019 SP127
- 2019 SQ127
- 2019 SR127
- 2019 SS127
- 2019 ST127
- 2019 SU127
- 2019 SV127
- 2019 SW127
- 2019 SX127
- 2019 SY127
- 2019 SZ127
- 2019 SA128
- 2019 SB128
- 2019 SC128
- 2019 SD128
- 2019 SE128
- 2019 SF128
- 2019 SG128
- 2019 SH128
- 2019 SJ128
- 2019 SK128
- 2019 SL128
- 2019 SM128
- 2019 SN128
- 2019 SO128
- 2019 SP128
- 2019 SQ128
- 2019 SR128
- 2019 SS128
- 2019 ST128
- 2019 SU128
- 2019 SV128
- 2019 SW128
- 2019 SX128
- 2019 SY128
- 2019 SZ128
- 2019 SA129
- 2019 SB129
- 2019 SC129
- 2019 SD129
- 2019 SE129
- 2019 SF129
- 2019 SG129
- 2019 SH129
- 2019 SJ129
- 2019 SK129
- 2019 SL129
- 2019 SM129
- 2019 SN129
- 2019 SO129
- 2019 SP129
- 2019 SQ129
- 2019 SR129
- 2019 SS129
- 2019 ST129
- 2019 SU129
- 2019 SV129
- 2019 SW129
- 2019 SX129
- 2019 SY129
- 2019 SZ129
- 2019 SA130
- 2019 SB130
- 2019 SC130
- 2019 SD130
- 2019 SE130
- 2019 SF130
- 2019 SG130
- 2019 SH130
- 2019 SJ130
- 2019 SK130
- 2019 SL130
- 2019 SM130
- 2019 SN130
- 2019 SO130
- 2019 SP130
- 2019 SQ130
- 2019 SR130
- 2019 SS130
- 2019 ST130
- 2019 SU130
- 2019 SV130
- 2019 SW130
- 2019 SX130
- 2019 SY130
- 2019 SZ130
- 2019 SA131
- 2019 SB131
- 2019 SC131
- 2019 SD131
- 2019 SE131
- 2019 SF131
- 2019 SG131
- 2019 SH131
- 2019 SJ131
- 2019 SK131
- 2019 SL131
- 2019 SM131
- 2019 SN131
- 2019 SP131
- 2019 SQ131
- 2019 SR131
- 2019 SS131
- 2019 ST131
- 2019 SU131
- 2019 SV131
- 2019 SW131
- 2019 SX131
- 2019 SY131
- 2019 SZ131
- 2019 SA132
- 2019 SB132
- 2019 SC132
- 2019 SD132
- 2019 SE132
- 2019 SF132
- 2019 SG132
- 2019 SH132
- 2019 SJ132
- 2019 SK132
- 2019 SL132
- 2019 SM132
- 2019 SN132
- 2019 SO132
- 2019 SP132
- 2019 SQ132
- 2019 SR132
- 2019 SS132
- 2019 ST132
- 2019 SU132
- 2019 SV132
- 2019 SW132
- 2019 SX132
- 2019 SY132
- 2019 SZ132
- 2019 SA133
- 2019 SB133
- 2019 SC133
- 2019 SD133
- 2019 SE133
- 2019 SF133
- 2019 SG133
- 2019 SH133
- 2019 SJ133
- 2019 SK133
- 2019 SL133
- 2019 SM133
- 2019 SN133
- 2019 SO133
- 2019 SP133
- 2019 SQ133
- 2019 SR133
- 2019 SS133
- 2019 ST133
- 2019 SU133
- 2019 SV133
- 2019 SW133
- 2019 SX133
- 2019 SY133
- 2019 SZ133
- 2019 SA134
- 2019 SB134
- 2019 SC134
- 2019 SE134
- 2019 SF134
- 2019 SG134
- 2019 SH134
- 2019 SJ134
- 2019 SK134
- 2019 SL134
- 2019 SM134
- 2019 SN134
- 2019 SO134
- 2019 SP134
- 2019 SQ134
- 2019 SS134
- 2019 ST134
- 2019 SU134
- 2019 SV134
- 2019 SW134
- 2019 SX134
- 2019 SY134
- 2019 SZ134
- 2019 SA135
- 2019 SB135
- 2019 SC135
- 2019 SD135
- 2019 SE135
- 2019 SF135
- 2019 SG135
- 2019 SH135
- 2019 SJ135
- 2019 SK135
- 2019 SL135
- 2019 SM135
- 2019 SN135
- 2019 SO135
- 2019 SQ135
- 2019 SR135
- 2019 SS135
- 2019 ST135
- 2019 SU135
- 2019 SV135
- 2019 SW135
- 2019 SY135
- 2019 SZ135
- 2019 SA136
- 2019 SB136
- 2019 SD136
- 2019 SE136
- 2019 SF136
- 2019 SG136
- 2019 SH136
- 2019 SJ136
- 2019 SK136
- 2019 SL136
- 2019 SM136
- 2019 SQ136
- 2019 SS136
- 2019 ST136
- 2019 SU136
- 2019 SV136
- 2019 SW136
- 2019 SZ136
- 2019 SA137
- 2019 SB137
- 2019 SC137
- 2019 SD137
- 2019 SE137
- 2019 SF137
- 2019 SG137
- 2019 SJ137
- 2019 SK137
- 2019 SL137
- 2019 SM137
- 2019 SN137
- 2019 SO137
- 2019 SP137
- 2019 SQ137
- 2019 SR137
- 2019 SS137
- 2019 ST137
- 2019 SU137
- 2019 SV137
- 2019 SW137
- 2019 SX137
- 2019 SY137
- 2019 SZ137
- 2019 SA138
- 2019 SB138
- 2019 SC138
- 2019 SD138
- 2019 SE138
- 2019 SF138
- 2019 SG138
- 2019 SH138
- 2019 SJ138
- 2019 SK138
- 2019 SL138
- 2019 SM138
- 2019 SN138
- 2019 SO138
- 2019 SP138
- 2019 SQ138
- 2019 SR138
- 2019 SS138
- 2019 ST138
- 2019 SU138
- 2019 SV138
- 2019 SW138
- 2019 SX138
- 2019 SY138
- 2019 SZ138
- 2019 SA139
- 2019 SB139
- 2019 SC139
- 2019 SD139
- 2019 SE139
- 2019 SF139
- 2019 SG139
- 2019 SH139
- 2019 SJ139
- 2019 SK139
- 2019 SL139
- 2019 SM139
- 2019 SN139
- 2019 SO139
- 2019 SP139
- 2019 SQ139
- 2019 SR139
- 2019 SS139
- 2019 ST139
- 2019 SU139
- 2019 SV139
- 2019 SW139
- 2019 SX139
- 2019 SY139
- 2019 SZ139
- 2019 SA140
- 2019 SB140
- 2019 SC140
- 2019 SD140
- 2019 SE140
- 2019 SF140
- 2019 SG140
- 2019 SH140
- 2019 SJ140
- 2019 SK140
- 2019 SL140
- 2019 SM140
- 2019 SN140
- 2019 SO140
- 2019 SP140
- 2019 SQ140
- 2019 SR140
- 2019 SS140
- 2019 ST140
- 2019 SU140
- 2019 SV140
- 2019 SW140
- 2019 SX140
- 2019 SZ140
- 2019 SA141
- 2019 SB141
- 2019 SC141
- 2019 SD141
- 2019 SE141
- 2019 SF141
- 2019 SG141
- 2019 SH141
- 2019 SJ141
- 2019 SK141
- 2019 SL141
- 2019 SM141
- 2019 SN141
- 2019 SO141
- 2019 SP141
- 2019 SQ141
- 2019 SR141
- 2019 SS141
- 2019 ST141
- 2019 SU141
- 2019 SV141
- 2019 SW141
- 2019 SX141
- 2019 SY141
- 2019 SZ141
- 2019 SA142
- 2019 SB142
- 2019 SC142
- 2019 SD142
- 2019 SE142
- 2019 SF142
- 2019 SG142
- 2019 SH142
- 2019 SJ142
- 2019 SK142
- 2019 SM142
- 2019 SN142
- 2019 SO142
- 2019 SP142
- 2019 SQ142
- 2019 SR142
- 2019 SS142
- 2019 ST142
- 2019 SU142
- 2019 SV142
- 2019 SW142
- 2019 SY142
- 2019 SZ142
- 2019 SA143
- 2019 SB143
- 2019 SC143
- 2019 SD143
- 2019 SE143
- 2019 SF143
- 2019 SG143
- 2019 SH143
- 2019 SJ143
- 2019 SK143
- 2019 SL143
- 2019 SM143
- 2019 SN143
- 2019 SO143
- 2019 SP143
- 2019 SQ143
- 2019 SR143
- 2019 SS143
- 2019 ST143
- 2019 SU143
- 2019 SV143
- 2019 SW143
- 2019 SX143
- 2019 SY143
- 2019 SZ143
- 2019 SA144
- 2019 SB144
- 2019 SC144
- 2019 SE144
- 2019 SG144
- 2019 SH144
- 2019 SJ144
- 2019 SK144
- 2019 SM144
- 2019 SN144
- 2019 SO144
- 2019 SP144
- 2019 SQ144
- 2019 SR144
- 2019 SS144
- 2019 ST144
- 2019 SU144
- 2019 SV144
- 2019 SW144
- 2019 SX144
- 2019 SY144
- 2019 SZ144
- 2019 SA145
- 2019 SB145
- 2019 SC145
- 2019 SD145
- 2019 SE145
- 2019 SF145
- 2019 SG145
- 2019 SH145
- 2019 SJ145
- 2019 SK145
- 2019 SL145
- 2019 SM145
- 2019 SN145
- 2019 SO145
- 2019 SP145
- 2019 SQ145
- 2019 SS145
- 2019 ST145
- 2019 SU145
- 2019 SV145
- 2019 SW145
- 2019 SX145
- 2019 SY145
- 2019 SZ145
- 2019 SA146
- 2019 SB146
- 2019 SC146
- 2019 SD146
- 2019 SE146
- 2019 SG146
- 2019 SH146
- 2019 SJ146
- 2019 SK146
- 2019 SL146
- 2019 SM146
- 2019 SN146
- 2019 SO146
- 2019 SP146
- 2019 SQ146
- 2019 SR146
- 2019 SS146
- 2019 ST146
- 2019 SU146
- 2019 SV146
- 2019 SW146
- 2019 SX146
- 2019 SY146
- 2019 SZ146
- 2019 SA147
- 2019 SB147
- 2019 SC147
- 2019 SD147
- 2019 SE147
- 2019 SF147
- 2019 SG147
- 2019 SH147
- 2019 SJ147
- 2019 SK147
- 2019 SL147
- 2019 SM147
- 2019 SN147
- 2019 SO147
- 2019 SP147
- 2019 SQ147
- 2019 SR147
- 2019 SS147
- 2019 ST147
- 2019 SU147
- 2019 SV147
- 2019 SW147
- 2019 SX147
- 2019 SY147
- 2019 SZ147
- 2019 SA148
- 2019 SB148
- 2019 SC148
- 2019 SD148
- 2019 SE148
- 2019 SF148
- 2019 SG148
- 2019 SH148
- 2019 SJ148
- 2019 SK148
- 2019 SL148
- 2019 SM148
- 2019 SN148
- 2019 SO148
- 2019 SP148
- 2019 SQ148
- 2019 SR148
- 2019 SS148
- 2019 ST148
- 2019 SU148
- 2019 SV148
- 2019 SX148
- 2019 SY148
- 2019 SB149
- 2019 SC149
- 2019 SE149
- 2019 SH149
- 2019 SJ149
- 2019 SK149
- 2019 SL149
- 2019 SM149
- 2019 SN149
- 2019 SO149
- 2019 SP149
- 2019 SQ149
- 2019 SR149
- 2019 SS149
- 2019 ST149
- 2019 SU149
- 2019 SV149
- 2019 SW149
- 2019 SX149
- 2019 SY149
- 2019 SB150
- 2019 SC150
- 2019 SD150
- 2019 SE150
- 2019 SF150
- 2019 SG150
- 2019 SH150
- 2019 SK150
- 2019 SL150
- 2019 SM150
- 2019 SN150
- 2019 SP150
- 2019 SQ150
- 2019 SR150
- 2019 SS150
- 2019 ST150
- 2019 SU150
- 2019 SV150
- 2019 SW150
- 2019 SX150
- 2019 SY150
- 2019 SZ150
- 2019 SA151
- 2019 SB151
- 2019 SC151
- 2019 SD151
- 2019 SE151
- 2019 SF151
- 2019 SG151
- 2019 SH151
- 2019 SJ151
- 2019 SK151
- 2019 SL151
- 2019 SM151
- 2019 SN151
- 2019 SO151
- 2019 SQ151
- 2019 SR151
- 2019 SS151
- 2019 ST151
- 2019 SU151
- 2019 SX151
- 2019 SY151
- 2019 SZ151
- 2019 SA152
- 2019 SB152
- 2019 SC152
- 2019 SE152
- 2019 SF152
- 2019 SG152
- 2019 SH152
- 2019 SJ152
- 2019 SK152
- 2019 SL152
- 2019 SM152
- 2019 SN152
- 2019 SO152
- 2019 SP152
- 2019 SQ152
- 2019 SR152
- 2019 SS152
- 2019 ST152
- 2019 SU152
- 2019 SV152
- 2019 SW152
- 2019 SX152
- 2019 SY152
- 2019 SZ152
- 2019 SA153
- 2019 SB153
- 2019 SC153
- 2019 SD153
- 2019 SE153
- 2019 SF153
- 2019 SG153
- 2019 SH153
- 2019 SJ153
- 2019 SK153
- 2019 SL153
- 2019 SM153
- 2019 SN153
- 2019 SO153
- 2019 SP153
- 2019 SQ153
- 2019 SR153
- 2019 SS153
- 2019 ST153
- 2019 SU153
- 2019 SV153
- 2019 SW153
- 2019 SX153
- 2019 SY153
- 2019 SZ153
- 2019 SA154
- 2019 SB154
- 2019 SC154
- 2019 SD154
- 2019 SE154
- 2019 SF154
- 2019 SG154
- 2019 SH154
- 2019 SJ154
- 2019 SK154
- 2019 SL154
- 2019 SM154
- 2019 SN154
- 2019 SO154
- 2019 SP154
- 2019 SQ154
- 2019 SR154
- 2019 SS154
- 2019 ST154
- 2019 SV154
- 2019 SW154
- 2019 SX154
- 2019 SY154
- 2019 SZ154
- 2019 SA155
- 2019 SB155
- 2019 SC155
- 2019 SD155
- 2019 SE155
- 2019 SF155
- 2019 SG155
- 2019 SH155
- 2019 SJ155
- 2019 SL155
- 2019 SM155
- 2019 SO155
- 2019 SQ155
- 2019 ST155
- 2019 SU155
- 2019 SW155
- 2019 SX155
- 2019 SY155
- 2019 SZ155
- 2019 SA156
- 2019 SB156
- 2019 SC156
- 2019 SD156
- 2019 SF156
- 2019 SG156
- 2019 SH156
- 2019 SJ156
- 2019 SK156
- 2019 SM156
- 2019 SN156
- 2019 SO156
- 2019 SP156
- 2019 SQ156
- 2019 SR156
- 2019 SS156
- 2019 ST156
- 2019 SU156
- 2019 SV156
- 2019 SW156
- 2019 SX156
- 2019 SY156
- 2019 SZ156
- 2019 SB157
- 2019 SC157
- 2019 SD157
- 2019 SE157
- 2019 SF157
- 2019 SG157
- 2019 SH157
- 2019 SJ157
- 2019 SK157
- 2019 SL157
- 2019 SM157
- 2019 SN157
- 2019 SO157
- 2019 SQ157
- 2019 SR157
- 2019 SS157
- 2019 ST157
- 2019 SU157
- 2019 SV157
- 2019 SW157
- 2019 SX157
- 2019 SY157
- 2019 SZ157
- 2019 SA158
- 2019 SB158
- 2019 SC158
- 2019 SD158
- 2019 SE158
- 2019 SG158
- 2019 SH158
- 2019 SJ158
- 2019 SK158
- 2019 SL158
- 2019 SM158
- 2019 SN158
- 2019 SO158
- 2019 SP158
- 2019 SR158
- 2019 SS158
- 2019 ST158
- 2019 SU158
- 2019 SW158
- 2019 SX158
- 2019 SY158
- 2019 SZ158
- 2019 SA159
- 2019 SB159
- 2019 SC159
- 2019 SD159
- 2019 SE159
- 2019 SF159
- 2019 SG159
- 2019 SH159
- 2019 SJ159
- 2019 SK159
- 2019 SL159
- 2019 SM159
- 2019 SN159
- 2019 SO159
- 2019 SP159
- 2019 SQ159
- 2019 SR159
- 2019 SS159
- 2019 ST159
- 2019 SU159
- 2019 SV159
- 2019 SW159
- 2019 SX159
- 2019 SY159
- 2019 SZ159
- 2019 SA160
- 2019 SB160
- 2019 SC160
- 2019 SD160
- 2019 SE160
- 2019 SF160
- 2019 SG160
- 2019 SH160
- 2019 SJ160
- 2019 SK160
- 2019 SL160
- 2019 SM160
- 2019 SN160
- 2019 SO160
- 2019 SP160
- 2019 SQ160
- 2019 SR160
- 2019 SS160
- 2019 ST160
- 2019 SU160
- 2019 SV160
- 2019 SW160
- 2019 SX160
- 2019 SY160
- 2019 SZ160
- 2019 SA161
- 2019 SB161
- 2019 SC161
- 2019 SD161
- 2019 SE161
- 2019 SF161
- 2019 SG161
- 2019 SH161
- 2019 SJ161
- 2019 SK161
- 2019 SL161
- 2019 SM161
- 2019 SN161
- 2019 SO161
- 2019 SP161
- 2019 SQ161
- 2019 SR161
- 2019 SS161
- 2019 ST161
- 2019 SU161
- 2019 SV161
- 2019 SW161
- 2019 SX161
- 2019 SY161
- 2019 SZ161
- 2019 SA162
- 2019 SB162
- 2019 SC162
- 2019 SD162
- 2019 SE162
- 2019 SF162
- 2019 SG162
- 2019 SH162
- 2019 SK162
- 2019 SL162
- 2019 SM162
- 2019 SN162
- 2019 SO162
- 2019 SP162
- 2019 SQ162
- 2019 SR162
- 2019 SS162
- 2019 ST162
- 2019 SU162
- 2019 SW162
- 2019 SX162
- 2019 SY162
- 2019 SZ162
- 2019 SA163
- 2019 SB163
- 2019 SC163
- 2019 SD163
- 2019 SE163
- 2019 SF163
- 2019 SG163
- 2019 SH163
- 2019 SJ163
- 2019 SK163
- 2019 SL163
- 2019 SM163
- 2019 SN163
- 2019 SO163
- 2019 SP163
- 2019 SQ163
- 2019 SR163
- 2019 ST163
- 2019 SU163
- 2019 SV163
- 2019 SW163
- 2019 SX163
- 2019 SY163
- 2019 SZ163
- 2019 SA164
- 2019 SB164
- 2019 SD164
- 2019 SE164
- 2019 SF164
- 2019 SG164
- 2019 SH164
- 2019 SJ164
- 2019 SK164
- 2019 SL164
- 2019 SM164
- 2019 SN164
- 2019 SO164
- 2019 SP164
- 2019 SQ164
- 2019 SR164
- 2019 SS164
- 2019 ST164
- 2019 SU164
- 2019 SV164
- 2019 SW164
- 2019 SX164
- 2019 SY164
- 2019 SZ164
- 2019 SA165
- 2019 SB165
- 2019 SC165
- 2019 SD165
- 2019 SE165
- 2019 SF165
- 2019 SG165
- 2019 SH165
- 2019 SJ165
- 2019 SK165
- 2019 SL165
- 2019 SM165
- 2019 SN165
- 2019 SO165
- 2019 SP165
- 2019 SQ165
- 2019 SR165
- 2019 SS165
- 2019 ST165
- 2019 SU165
- 2019 SV165
- 2019 SW165
- 2019 SX165
- 2019 SY165
- 2019 SZ165
- 2019 SA166
- 2019 SB166
- 2019 SC166
- 2019 SD166
- 2019 SE166
- 2019 SF166
- 2019 SG166
- 2019 SH166
- 2019 SL166
- 2019 SM166
- 2019 SN166
- 2019 SO166
- 2019 SP166
- 2019 SQ166
- 2019 SS166
- 2019 ST166
- 2019 SU166
- 2019 SV166
- 2019 SW166
- 2019 SX166
- 2019 SY166
- 2019 SZ166
- 2019 SA167
- 2019 SB167
- 2019 SC167
- 2019 SD167
- 2019 SG167
- 2019 SH167
- 2019 SJ167
- 2019 SK167
- 2019 SL167
- 2019 SM167
- 2019 SN167
- 2019 SO167
- 2019 SP167
- 2019 SQ167
- 2019 SR167
- 2019 SS167
- 2019 ST167
- 2019 SU167
- 2019 SV167
- 2019 SW167
- 2019 SX167
- 2019 SY167
- 2019 SZ167
- 2019 SA168
- 2019 SB168
- 2019 SC168
- 2019 SD168
- 2019 SE168
- 2019 SF168
- 2019 SG168
- 2019 SH168
- 2019 SJ168
- 2019 SK168
- 2019 SL168
- 2019 SM168
- 2019 SN168
- 2019 SO168
- 2019 SP168
- 2019 SQ168
- 2019 SR168
- 2019 SS168
- 2019 ST168
- 2019 SU168
- 2019 SV168
- 2019 SW168
- 2019 SY168
- 2019 SZ168
- 2019 SA169
- 2019 SB169
- 2019 SC169
- 2019 SD169
- 2019 SE169
- 2019 SF169
- 2019 SG169
- 2019 SH169
- 2019 SJ169
- 2019 SK169
- 2019 SL169
- 2019 SM169
- 2019 SN169
- 2019 SO169
- 2019 SP169
- 2019 SQ169
- 2019 SR169
- 2019 SS169
- 2019 SU169
- 2019 SV169
- 2019 SW169
- 2019 SX169
- 2019 SY169
- 2019 SZ169
- 2019 SA170
- 2019 SB170
- 2019 SC170
- 2019 SD170
- 2019 SF170
- 2019 SH170
- 2019 SJ170
- 2019 SK170
- 2019 SL170
- 2019 SM170
- 2019 SN170
- 2019 SO170
- 2019 SP170
- 2019 SQ170
- 2019 SR170
- 2019 SS170
- 2019 ST170
- 2019 SU170
- 2019 SV170
- 2019 SW170
- 2019 SX170
- 2019 SY170
- 2019 SZ170
- 2019 SA171
- 2019 SB171
- 2019 SC171
- 2019 SD171
- 2019 SE171
- 2019 SG171
- 2019 SH171
- 2019 SJ171
- 2019 SK171
- 2019 SL171
- 2019 SM171
- 2019 SN171
- 2019 SO171
- 2019 SP171
- 2019 SQ171
- 2019 SR171
- 2019 SS171
- 2019 ST171
- 2019 SU171
- 2019 SV171
- 2019 SW171
- 2019 SX171
- 2019 SY171
- 2019 SZ171
- 2019 SA172
- 2019 SB172
- 2019 SC172
- 2019 SD172
- 2019 SE172
- 2019 SF172
- 2019 SG172
- 2019 SH172
- 2019 SJ172
- 2019 SK172
- 2019 SL172
- 2019 SM172
- 2019 SN172
- 2019 SO172
- 2019 SP172
- 2019 SQ172
- 2019 SR172
- 2019 SS172
- 2019 ST172
- 2019 SU172
- 2019 SV172
- 2019 SW172
- 2019 SX172
- 2019 SY172
- 2019 SZ172
- 2019 SA173
- 2019 SB173
- 2019 SC173
- 2019 SD173
- 2019 SE173
- 2019 SF173
- 2019 SG173
- 2019 SH173
- 2019 SJ173
- 2019 SK173
- 2019 SL173
- 2019 SM173
- 2019 SO173
- 2019 SP173
- 2019 SQ173
- 2019 SR173
- 2019 SS173
- 2019 ST173
- 2019 SU173
- 2019 SV173
- 2019 SW173
- 2019 SX173
- 2019 SY173
- 2019 SZ173
- 2019 SA174
- 2019 SB174
- 2019 SC174
- 2019 SD174
- 2019 SE174
- 2019 SG174
- 2019 SH174
- 2019 SK174
- 2019 SL174
- 2019 SN174
- 2019 SO174
- 2019 SP174
- 2019 SQ174
- 2019 SR174
- 2019 SS174
- 2019 ST174
- 2019 SU174
- 2019 SV174
- 2019 SW174
- 2019 SX174
- 2019 SY174
- 2019 SZ174
- 2019 SA175
- 2019 SB175
- 2019 SC175
- 2019 SD175
- 2019 SE175
- 2019 SF175
- 2019 SG175
- 2019 SH175
- 2019 SJ175
- 2019 SK175
- 2019 SL175
- 2019 SM175
- 2019 SN175
- 2019 SO175
- 2019 SP175
- 2019 SQ175
- 2019 SR175
- 2019 SS175
- 2019 ST175
- 2019 SU175
- 2019 SV175
- 2019 SW175
- 2019 SX175
- 2019 SY175
- 2019 SZ175
- 2019 SA176
- 2019 SC176
- 2019 SD176
- 2019 SE176
- 2019 SF176
- 2019 SG176
- 2019 SH176
- 2019 SJ176
- 2019 SK176
- 2019 SL176
- 2019 SM176
- 2019 SN176
- 2019 SO176
- 2019 SP176
- 2019 SQ176
- 2019 SR176
- 2019 SS176
- 2019 ST176
- 2019 SU176
- 2019 SV176
- 2019 SW176
- 2019 SX176
- 2019 SY176
- 2019 SZ176
- 2019 SA177
- 2019 SB177
- 2019 SC177
- 2019 SD177
- 2019 SE177
- 2019 SF177
- 2019 SG177
- 2019 SH177
- 2019 SJ177
- 2019 SK177
- 2019 SN177
- 2019 SO177
- 2019 SP177
- 2019 SQ177
- 2019 SR177
- 2019 SS177
- 2019 SV177
- 2019 SW177
- 2019 SX177
- 2019 SY177
- 2019 SZ177
- 2019 SA178
- 2019 SC178
- 2019 SD178
- 2019 SF178
- 2019 SH178
- 2019 SJ178
- 2019 SK178
- 2019 SL178
- 2019 SM178
- 2019 SN178
- 2019 SO178
- 2019 SP178
- 2019 SQ178
- 2019 SR178
- 2019 SS178
- 2019 ST178
- 2019 SU178
- 2019 SV178
- 2019 SW178
- 2019 SX178
- 2019 SY178
- 2019 SZ178
- 2019 SB179
- 2019 SC179
- 2019 SD179
- 2019 SE179
- 2019 SH179
- 2019 SJ179
- 2019 SK179
- 2019 SN179
- 2019 SO179
- 2019 SP179
- 2019 SQ179
- 2019 SR179
- 2019 SS179
- 2019 ST179
- 2019 SV179
- 2019 SW179
- 2019 SX179
- 2019 SY179
- 2019 SZ179
- 2019 SA180
- 2019 SB180
- 2019 SC180
- 2019 SD180
- 2019 SF180
- 2019 SG180
- 2019 SH180
- 2019 SJ180
- 2019 SK180
- 2019 SM180
- 2019 SN180
- 2019 SO180
- 2019 SP180
- 2019 SQ180
- 2019 SR180
- 2019 SS180
- 2019 ST180
- 2019 SU180
- 2019 SV180
- 2019 SW180
- 2019 SX180
- 2019 SY180
- 2019 SZ180
- 2019 SA181
- 2019 SB181
- 2019 SC181
- 2019 SD181
- 2019 SE181
- 2019 SF181
- 2019 SG181
- 2019 SH181
- 2019 SJ181
- 2019 SK181
- 2019 SL181
- 2019 SM181
- 2019 SN181
- 2019 SO181
- 2019 SQ181
- 2019 SR181
- 2019 SS181
- 2019 ST181
- 2019 SU181
- 2019 SV181
- 2019 SW181
- 2019 SX181
- 2019 SY181
- 2019 SZ181
- 2019 SA182
- 2019 SB182
- 2019 SC182
- 2019 SD182
- 2019 SE182
- 2019 SF182
- 2019 SG182
- 2019 SH182
- 2019 SJ182
- 2019 SK182
- 2019 SL182
- 2019 SM182
- 2019 SN182
- 2019 SO182
- 2019 SP182
- 2019 SQ182
- 2019 SR182
- 2019 ST182
- 2019 SU182
- 2019 SV182
- 2019 SW182
- 2019 SY182
- 2019 SZ182
- 2019 SA183
- 2019 SB183
- 2019 SC183
- 2019 SE183
- 2019 SF183
- 2019 SG183
- 2019 SH183
- 2019 SJ183
- 2019 SK183
- 2019 SL183
- 2019 SM183
- 2019 SN183
- 2019 SO183
- 2019 SP183
- 2019 SQ183
- 2019 SR183
- 2019 SS183
- 2019 ST183
- 2019 SV183
- 2019 SW183
- 2019 SX183
- 2019 SY183
- 2019 SZ183
- 2019 SA184
- 2019 SB184
- 2019 SC184
- 2019 SD184
- 2019 SF184
- 2019 SK184
- 2019 SL184
- 2019 SM184
- 2019 SN184
- 2019 SO184
- 2019 SP184
- 2019 SQ184
- 2019 SS184
- 2019 ST184
- 2019 SU184
- 2019 SW184
- 2019 SX184
- 2019 SY184
- 2019 SZ184
- 2019 SA185
- 2019 SB185
- 2019 SC185
- 2019 SD185
- 2019 SE185
- 2019 SF185
- 2019 SH185
- 2019 SJ185
- 2019 SK185
- 2019 SL185
- 2019 SM185
- 2019 SQ185
- 2019 SR185
- 2019 SS185
- 2019 SU185
- 2019 SV185
- 2019 SW185
- 2019 SX185
- 2019 SY185
- 2019 SZ185
- 2019 SA186
- 2019 SB186
- 2019 SE186
- 2019 SF186
- 2019 SG186
- 2019 SH186
- 2019 SJ186
- 2019 SK186
- 2019 SL186
- 2019 SM186
- 2019 SO186
- 2019 SP186
- 2019 SQ186
- 2019 SR186
- 2019 SS186
- 2019 ST186
- 2019 SU186
- 2019 SV186
- 2019 SW186
- 2019 SX186
- 2019 SY186
- 2019 SZ186
- 2019 SB187
- 2019 SC187
- 2019 SD187
- 2019 SE187
- 2019 SF187
- 2019 SH187
- 2019 SJ187
- 2019 SK187
- 2019 SL187
- 2019 SM187
- 2019 SN187
- 2019 SO187
- 2019 SP187
- 2019 SQ187
- 2019 SR187
- 2019 SS187
- 2019 SU187
- 2019 SV187
- 2019 SW187
- 2019 SX187
- 2019 SY187
- 2019 SZ187
- 2019 SA188
- 2019 SB188
- 2019 SC188
- 2019 SE188
- 2019 SF188
- 2019 SJ188
- 2019 SK188
- 2019 SL188
- 2019 SM188
- 2019 SN188
- 2019 SO188
- 2019 SP188
- 2019 SQ188
- 2019 SR188
- 2019 SS188
- 2019 ST188
- 2019 SU188
- 2019 SV188
- 2019 SW188
- 2019 SX188
- 2019 SY188
- 2019 SZ188
- 2019 SA189
- 2019 SB189
- 2019 SC189
- 2019 SE189
- 2019 SF189
- 2019 SJ189
- 2019 SK189
- 2019 SL189
- 2019 SM189
- 2019 SN189
- 2019 SO189
- 2019 SP189
- 2019 SQ189
- 2019 SR189
- 2019 SS189
- 2019 SU189
- 2019 SV189
- 2019 SW189
- 2019 SX189
- 2019 SY189
- 2019 SZ189
- 2019 SB190
- 2019 SC190
- 2019 SD190
- 2019 SE190
- 2019 SF190
- 2019 SG190
- 2019 SH190
- 2019 SJ190
- 2019 SK190
- 2019 SL190
- 2019 SM190
- 2019 SN190
- 2019 SO190
- 2019 SP190
- 2019 SR190
- 2019 SS190
- 2019 ST190
- 2019 SU190
- 2019 SW190
- 2019 SX190
- 2019 SY190
- 2019 SZ190
- 2019 SA191
- 2019 SB191
- 2019 SC191
- 2019 SD191
- 2019 SE191
- 2019 SF191
- 2019 SG191
- 2019 SH191
- 2019 SJ191
- 2019 SK191
- 2019 SL191
- 2019 SM191
- 2019 SN191
- 2019 SO191
- 2019 SP191
- 2019 SQ191
- 2019 SR191
- 2019 SS191
- 2019 ST191
- 2019 SU191
- 2019 SV191
- 2019 SW191
- 2019 SX191
- 2019 SZ191
- 2019 SA192
- 2019 SD192
- 2019 SE192
- 2019 SF192
- 2019 SG192
- 2019 SH192
- 2019 SJ192
- 2019 SK192
- 2019 SL192
- 2019 SM192
- 2019 SN192
- 2019 SO192
- 2019 SP192
- 2019 SQ192
- 2019 SR192
- 2019 SS192
- 2019 ST192
- 2019 SV192
- 2019 SW192
- 2019 SX192
- 2019 SY192
- 2019 SZ192
- 2019 SA193
- 2019 SB193
- 2019 SC193
- 2019 SD193
- 2019 SE193
- 2019 SF193
- 2019 SG193
- 2019 SH193
- 2019 SJ193
- 2019 SK193
- 2019 SL193
- 2019 SM193
- 2019 SN193
- 2019 SO193
- 2019 SP193
- 2019 SQ193
- 2019 SR193
- 2019 SS193
- 2019 ST193
- 2019 SU193
- 2019 SV193
- 2019 SW193
- 2019 SX193
- 2019 SY193
- 2019 SZ193
- 2019 SA194
- 2019 SB194
- 2019 SC194
- 2019 SD194
- 2019 SE194
- 2019 SF194
- 2019 SH194
- 2019 SJ194
- 2019 SK194
- 2019 SM194
- 2019 SN194
- 2019 SO194
- 2019 SP194
- 2019 SR194
- 2019 SS194
- 2019 ST194
- 2019 SU194
- 2019 SX194
- 2019 SY194
- 2019 SZ194
- 2019 SA195
- 2019 SB195
- 2019 SC195
- 2019 SD195
- 2019 SE195
- 2019 SF195
- 2019 SG195
- 2019 SH195
- 2019 SJ195
- 2019 SK195
- 2019 SL195
- 2019 SM195
- 2019 SN195
- 2019 SO195
- 2019 SP195
- 2019 SQ195
- 2019 SR195
- 2019 SS195
- 2019 ST195
- 2019 SU195
- 2019 SV195
- 2019 SW195
- 2019 SX195
- 2019 SY195
- 2019 SZ195
- 2019 SB196
- 2019 SC196
- 2019 SD196
- 2019 SE196
- 2019 SG196
- 2019 SH196
- 2019 SJ196
- 2019 SK196
- 2019 SM196
- 2019 SN196
- 2019 SO196
- 2019 SP196
- 2019 SQ196
- 2019 SR196
- 2019 SS196
- 2019 ST196
- 2019 SU196
- 2019 SV196
- 2019 SW196
- 2019 SX196
- 2019 SY196
- 2019 SZ196
- 2019 SA197
- 2019 SB197
- 2019 SC197
- 2019 SD197
- 2019 SE197
- 2019 SF197
- 2019 SG197
- 2019 SH197
- 2019 SJ197
- 2019 SK197
- 2019 SL197
- 2019 SM197
- 2019 SN197
- 2019 SO197
- 2019 SP197
- 2019 SQ197
- 2019 SR197
- 2019 SS197
- 2019 ST197
- 2019 SU197
- 2019 SV197
- 2019 SW197
- 2019 SX197
- 2019 SY197
- 2019 SZ197
- 2019 SA198
- 2019 SB198
- 2019 SC198
- 2019 SD198
- 2019 SE198
- 2019 SF198
- 2019 SG198
- 2019 SH198
- 2019 SJ198
- 2019 SK198
- 2019 SL198
- 2019 SN198
- 2019 SO198
- 2019 SP198
- 2019 SQ198
- 2019 SR198
- 2019 SS198
- 2019 ST198
- 2019 SU198
- 2019 SV198
- 2019 SX198
- 2019 SY198
- 2019 SZ198
- 2019 SA199
- 2019 SB199
- 2019 SC199
- 2019 SD199
- 2019 SE199
- 2019 SF199
- 2019 SG199
- 2019 SH199
- 2019 SJ199
- 2019 SK199
- 2019 SL199
- 2019 SM199
- 2019 SN199
- 2019 SO199
- 2019 SP199
- 2019 SQ199
- 2019 SR199
- 2019 SS199
- 2019 ST199
- 2019 SU199
- 2019 SV199
- 2019 SW199
- 2019 SX199
- 2019 SY199
- 2019 SZ199
- 2019 SA200
- 2019 SB200
- 2019 SC200
- 2019 SD200
- 2019 SE200
- 2019 SF200
- 2019 SG200
- 2019 SH200
- 2019 SJ200
- 2019 SK200
- 2019 SL200
- 2019 SM200
- 2019 SN200
- 2019 SO200
- 2019 SP200
- 2019 SQ200
- 2019 SR200
- 2019 SS200
- 2019 ST200
- 2019 SU200
- 2019 SV200
- 2019 SW200
- 2019 SX200
- 2019 SY200
- 2019 SZ200
- 2019 SA201
- 2019 SB201
- 2019 SC201
- 2019 SD201
- 2019 SE201
- 2019 SF201
- 2019 SG201
- 2019 SH201
- 2019 SJ201
- 2019 SK201
- 2019 SL201
- 2019 SM201
- 2019 SN201
- 2019 SO201
- 2019 SP201
- 2019 SQ201
- 2019 SR201
- 2019 SS201
- 2019 ST201
- 2019 SU201
- 2019 SV201
- 2019 SW201
- 2019 SY201
- 2019 SZ201
- 2019 SA202
- 2019 SB202
- 2019 SC202
- 2019 SD202
- 2019 SE202
- 2019 SF202
- 2019 SG202
- 2019 SH202
- 2019 SJ202
- 2019 SK202
- 2019 SL202
- 2019 SM202
- 2019 SN202
- 2019 SO202
- 2019 SP202
- 2019 SQ202
- 2019 SR202
- 2019 SS202
- 2019 ST202
- 2019 SU202
- 2019 SV202
- 2019 SW202
- 2019 SX202
- 2019 SY202
- 2019 SZ202
- 2019 SA203
- 2019 SB203
- 2019 SC203
- 2019 SD203
- 2019 SE203
- 2019 SF203
- 2019 SG203
- 2019 SH203
- 2019 SJ203
- 2019 SK203
- 2019 SL203
- 2019 SM203
- 2019 SN203
- 2019 SO203
- 2019 SP203
- 2019 SQ203
- 2019 SR203
- 2019 SS203
- 2019 ST203
- 2019 SU203
- 2019 SV203
- 2019 SW203
- 2019 SX203
- 2019 SY203
- 2019 SZ203
- 2019 SA204
- 2019 SB204
- 2019 SC204
- 2019 SD204
- 2019 SE204
- 2019 SF204
- 2019 SG204
- 2019 SH204
- 2019 SJ204
- 2019 SK204
- 2019 SL204
- 2019 SM204
- 2019 SN204
- 2019 SO204
- 2019 SP204
- 2019 SR204
- 2019 ST204
- 2019 SU204
- 2019 SV204
- 2019 SW204
- 2019 SX204
- 2019 SY204
- 2019 SZ204
- 2019 SA205
- 2019 SB205
- 2019 SC205
- 2019 SD205
- 2019 SE205
- 2019 SF205
- 2019 SG205
- 2019 SH205
- 2019 SJ205
- 2019 SK205
- 2019 SM205
- 2019 SO205
- 2019 SP205
- 2019 SQ205
- 2019 SR205
- 2019 SS205
- 2019 ST205
- 2019 SU205
- 2019 SV205
- 2019 SW205
- 2019 SX205
- 2019 SA206
- 2019 SB206
- 2019 SC206
- 2019 SD206
- 2019 SE206
- 2019 SF206
- 2019 SG206
- 2019 SH206
- 2019 SJ206
- 2019 SK206
- 2019 SL206
- 2019 SM206
- 2019 SN206
- 2019 SO206
- 2019 SP206
- 2019 SQ206
- 2019 SR206
- 2019 SS206
- 2019 ST206
- 2019 SU206
- 2019 SV206
- 2019 SW206
- 2019 SX206
- 2019 SY206
- 2019 SZ206
- 2019 SA207
- 2019 SB207
- 2019 SC207
- 2019 SD207
- 2019 SE207
- 2019 SF207
- 2019 SG207
- 2019 SH207
- 2019 SJ207
- 2019 SK207
- 2019 SL207
- 2019 SM207
- 2019 SN207
- 2019 SO207
- 2019 SP207
- 2019 SQ207
- 2019 SR207
- 2019 SS207
- 2019 ST207
- 2019 SU207
- 2019 SW207
- 2019 SX207
- 2019 SY207
- 2019 SZ207
- 2019 SA208
- 2019 SB208
- 2019 SC208
- 2019 SD208
- 2019 SE208
- 2019 SF208
- 2019 SG208
- 2019 SH208
- 2019 SJ208
- 2019 SK208
- 2019 SL208
- 2019 SM208
- 2019 SN208
- 2019 SO208
- 2019 SP208
- 2019 SQ208
- 2019 SR208
- 2019 SS208
- 2019 ST208
- 2019 SU208
- 2019 SV208
- 2019 SW208
- 2019 SX208
- 2019 SY208
- 2019 SZ208
- 2019 SA209
- 2019 SB209
- 2019 SC209
- 2019 SD209
- 2019 SE209
- 2019 SF209
- 2019 SG209
- 2019 SH209
- 2019 SJ209
- 2019 SK209
- 2019 SL209
- 2019 SM209
- 2019 SN209
- 2019 SO209
- 2019 SP209
- 2019 SQ209
- 2019 SR209
- 2019 SS209
- 2019 ST209
- 2019 SU209
- 2019 SV209
- 2019 SW209
- 2019 SX209
- 2019 SY209
- 2019 SZ209
- 2019 SA210
- 2019 SB210
- 2019 SC210
- 2019 SD210
- 2019 SE210
- 2019 SF210
- 2019 SG210
- 2019 SH210
- 2019 SJ210
- 2019 SK210
- 2019 SL210
- 2019 SM210
- 2019 SN210
- 2019 SO210
- 2019 SP210
- 2019 SQ210
- 2019 SR210
- 2019 SS210
- 2019 ST210
- 2019 SU210
- 2019 SV210
- 2019 SW210
- 2019 SX210
- 2019 SY210
- 2019 SZ210
- 2019 SA211
- 2019 SB211
- 2019 SC211
- 2019 SD211
- 2019 SE211
- 2019 SF211
- 2019 SG211
- 2019 SH211
- 2019 SJ211
- 2019 SK211
- 2019 SL211
- 2019 SM211
- 2019 SN211
- 2019 SO211
- 2019 SP211
- 2019 SQ211
- 2019 SR211
- 2019 SS211
- 2019 ST211
- 2019 SU211
- 2019 SV211
- 2019 SW211
- 2019 SX211
- 2019 SY211
- 2019 SZ211
- 2019 SA212
- 2019 SB212
- 2019 SC212
- 2019 SD212
- 2019 SE212
- 2019 SF212
- 2019 SG212
- 2019 SH212
- 2019 SJ212
- 2019 SK212
- 2019 SL212
- 2019 SM212
- 2019 SN212
- 2019 SO212
- 2019 SP212
- 2019 SQ212
- 2019 SR212
- 2019 SS212
- 2019 ST212
- 2019 SU212
- 2019 SV212
- 2019 SW212
- 2019 SX212
- 2019 SY212
- 2019 SZ212
- 2019 SA213
- 2019 SB213
- 2019 SC213
- 2019 SD213
- 2019 SE213
- 2019 SF213
- 2019 SG213
- 2019 SH213
- 2019 SJ213
- 2019 SK213
- 2019 SL213
- 2019 SM213
- 2019 SN213
- 2019 SO213
- 2019 SP213
- 2019 SQ213
- 2019 SR213
- 2019 SS213
- 2019 ST213
- 2019 SU213
- 2019 SV213
- 2019 SW213
- 2019 SX213
- 2019 SY213
- 2019 SZ213
- 2019 SA214
- 2019 SB214
- 2019 SC214
- 2019 SD214
- 2019 SE214
- 2019 SF214
- 2019 SG214
- 2019 SH214
- 2019 SJ214
- 2019 SK214
- 2019 SL214
- 2019 SM214
- 2019 SN214
- 2019 SO214
- 2019 SP214
- 2019 SQ214
- 2019 SR214
- 2019 SS214
- 2019 ST214
- 2019 SU214
- 2019 SV214
- 2019 SW214
- 2019 SX214
- 2019 SY214
- 2019 SZ214
- 2019 SA215
- 2019 SB215
- 2019 SC215
- 2019 SD215
- 2019 SE215
- 2019 SF215
- 2019 SG215
- 2019 SH215
- 2019 SJ215
- 2019 SK215
- 2019 SL215
- 2019 SM215
- 2019 SN215
- 2019 SO215
- 2019 SP215
- 2019 SQ215
- 2019 SR215
- 2019 SS215
- 2019 ST215
- 2019 SU215
- 2019 SV215
- 2019 SW215
- 2019 SX215
- 2019 SY215
- 2019 SZ215
- 2019 SA216
- 2019 SB216
- 2019 SC216
- 2019 SD216
- 2019 SE216
- 2019 SF216
- 2019 SG216
- 2019 SH216
- 2019 SJ216
- 2019 SK216
- 2019 SL216
- 2019 SM216
- 2019 SN216
- 2019 SO216
- 2019 SP216
- 2019 SQ216
- 2019 SR216
- 2019 SS216
- 2019 ST216
- 2019 SU216
- 2019 SX216
- 2019 SY216
- 2019 SZ216
- 2019 SA217
- 2019 SB217
- 2019 SD217
- 2019 SE217
- 2019 SF217
- 2019 SG217
- 2019 SH217
- 2019 SJ217
- 2019 SK217
- 2019 SL217
- 2019 SM217
- 2019 SN217
- 2019 SO217
- 2019 SP217
- 2019 SQ217
- 2019 SR217
- 2019 SS217
- 2019 ST217
- 2019 SU217
- 2019 SV217
- 2019 SW217
- 2019 SX217
- 2019 SY217
- 2019 SZ217
- 2019 SA218
- 2019 SB218
- 2019 SC218
- 2019 SD218
- 2019 SE218
- 2019 SF218
- 2019 SG218
- 2019 SH218
- 2019 SJ218
- 2019 SK218
- 2019 SL218
- 2019 SM218
- 2019 SN218
- 2019 SO218
- 2019 SP218
- 2019 SQ218
- 2019 SS218
- 2019 ST218
- 2019 SU218
- 2019 SV218
- 2019 SW218
- 2019 SX218
- 2019 SY218
- 2019 SZ218
- 2019 SA219
- 2019 SB219
- 2019 SC219
- 2019 SD219
- 2019 SE219
- 2019 SF219
- 2019 SG219
- 2019 SH219
- 2019 SJ219
- 2019 SK219
- 2019 SL219
- 2019 SM219
- 2019 SN219
- 2019 SO219
- 2019 SP219
- 2019 SQ219
- 2019 SR219
- 2019 SS219
- 2019 ST219
- 2019 SU219
- 2019 SV219
- 2019 SW219
- 2019 SX219
- 2019 SY219
- 2019 SZ219
- 2019 SA220
- 2019 SB220
- 2019 SC220
- 2019 SD220
- 2019 SE220
- 2019 SF220
- 2019 SG220
- 2019 SH220
- 2019 SJ220
- 2019 SK220
- 2019 SL220
- 2019 SM220
- 2019 SN220
- 2019 SO220
- 2019 SP220
- 2019 SQ220
- 2019 SR220
- 2019 SS220
- 2019 ST220
- 2019 SU220
- 2019 SV220
- 2019 SW220
- 2019 SY220
- 2019 SZ220
- 2019 SA221
- 2019 SB221
- 2019 SD221
- 2019 SE221
- 2019 SF221
- 2019 SG221
- 2019 SH221
- 2019 SJ221
- 2019 SK221
- 2019 SM221
- 2019 SN221
- 2019 SO221
- 2019 SP221
- 2019 SQ221
- 2019 SR221
- 2019 SS221
- 2019 ST221
- 2019 SU221
- 2019 SV221
- 2019 SW221
- 2019 SX221
- 2019 SY221
- 2019 SZ221
- 2019 SA222
- 2019 SB222
- 2019 SC222
- 2019 SD222
- 2019 SE222
- 2019 SF222
- 2019 SG222
- 2019 SH222
- 2019 SK222
- 2019 SL222
- 2019 SM222
- 2019 SN222
- 2019 SO222
- 2019 SP222
- 2019 SQ222
- 2019 SR222
- 2019 SS222
- 2019 ST222
- 2019 SU222
- 2019 SV222
- 2019 SW222
- 2019 SX222
- 2019 SY222
- 2019 SZ222
- 2019 SA223
- 2019 SB223
- 2019 SC223
- 2019 SD223
- 2019 SE223
- 2019 SF223
- 2019 SG223
- 2019 SH223
- 2019 SJ223
- 2019 SK223
- 2019 SL223
- 2019 SM223
- 2019 SN223
- 2019 SO223
- 2019 SP223
- 2019 SQ223
- 2019 SR223
- 2019 SS223
- 2019 ST223
- 2019 SU223
- 2019 SV223
- 2019 SW223
- 2019 SX223
- 2019 SY223
- 2019 SZ223
- 2019 SA224
- 2019 SB224
- 2019 SC224
- 2019 SD224
- 2019 SE224
- 2019 SF224
- 2019 SG224
- 2019 SH224
- 2019 SJ224
- 2019 SK224
- 2019 SM224
- 2019 SN224
- 2019 SO224
- 2019 SP224
- 2019 SQ224
- 2019 SR224
- 2019 SS224
- 2019 ST224
- 2019 SU224
- 2019 SV224
- 2019 SW224
- 2019 SX224
- 2019 SY224
- 2019 SZ224
- 2019 SA225
- 2019 SB225
- 2019 SC225
- 2019 SD225
- 2019 SE225
- 2019 SF225
- 2019 SG225
- 2019 SH225
- 2019 SJ225
- 2019 SK225
- 2019 SL225
- 2019 SM225
- 2019 SN225
- 2019 SO225
- 2019 SP225
- 2019 SQ225
- 2019 SR225
- 2019 SS225
- 2019 ST225
- 2019 SU225
- 2019 SV225
- 2019 SW225
- 2019 SX225
- 2019 SY225
- 2019 SZ225
- 2019 SB226
- 2019 SC226
- 2019 SD226
- 2019 SE226
- 2019 SF226
- 2019 SG226
- 2019 SH226
- 2019 SJ226
- 2019 SK226
- 2019 SL226
- 2019 SM226
- 2019 SN226
- 2019 SP226
- 2019 SQ226
- 2019 SR226
- 2019 SS226
- 2019 ST226
- 2019 SU226
- 2019 SV226
- 2019 SW226
- 2019 SX226
- 2019 SY226
- 2019 SZ226
- 2019 SA227
- 2019 SB227
- 2019 SC227
- 2019 SD227
- 2019 SE227
- 2019 SF227
- 2019 SG227
- 2019 SH227
- 2019 SJ227
- 2019 SK227
- 2019 SL227
- 2019 SM227
- 2019 SN227
- 2019 SO227
- 2019 SP227
- 2019 SQ227
- 2019 SR227
- 2019 SS227
- 2019 ST227
- 2019 SU227
- 2019 SV227
- 2019 SW227
- 2019 SX227
- 2019 SY227
- 2019 SZ227
- 2019 SA228
- 2019 SB228
- 2019 SC228
- 2019 SD228
- 2019 SE228
- 2019 SF228
- 2019 SG228
- 2019 SH228
- 2019 SJ228
- 2019 SK228
- 2019 SL228
- 2019 SM228
- 2019 SN228
- 2019 SO228
- 2019 SP228
- 2019 SQ228
- 2019 SR228
- 2019 SS228
- 2019 ST228
- 2019 SU228
- 2019 SV228
- 2019 SW228
- 2019 SX228
- 2019 SY228
- 2019 SZ228
- 2019 SA229
- 2019 SB229
- 2019 SC229
- 2019 SD229
- 2019 SE229
- 2019 SF229
- 2019 SG229
- 2019 SH229
- 2019 SJ229
- 2019 SK229
- 2019 SL229
- 2019 SM229
- 2019 SN229
- 2019 SO229
- 2019 SP229
- 2019 SQ229
- 2019 SR229
- 2019 SS229
- 2019 ST229
- 2019 SU229
- 2019 SV229
- 2019 SW229
- 2019 SX229
- 2019 SY229
- 2019 SZ229
- 2019 SA230
- 2019 SB230
- 2019 SC230
- 2019 SD230
- 2019 SE230
- 2019 SF230
- 2019 SG230
- 2019 SH230
- 2019 SJ230
- 2019 SK230
- 2019 SL230
- 2019 SM230
- 2019 SN230
- 2019 SO230
- 2019 SP230
- 2019 SQ230
- 2019 SR230
- 2019 SS230
- 2019 ST230
- 2019 SU230
- 2019 SV230
- 2019 SW230
- 2019 SX230
- 2019 SY230
- 2019 SZ230
- 2019 SA231
- 2019 SB231
- 2019 SC231
- 2019 SD231
- 2019 SE231
- 2019 SF231
- 2019 SG231
- 2019 SH231
- 2019 SK231
- 2019 SL231
- 2019 SM231
- 2019 SN231
- 2019 SO231
- 2019 SP231
- 2019 SQ231
- 2019 SR231
- 2019 SS231
- 2019 ST231
- 2019 SV231
- 2019 SW231
- 2019 SX231
- 2019 SY231
- 2019 SZ231
- 2019 SA232
- 2019 SB232
- 2019 SC232
- 2019 SD232
- 2019 SE232
- 2019 SF232
- 2019 SG232
- 2019 SH232
- 2019 SJ232
- 2019 SK232
- 2019 SL232
- 2019 SM232
- 2019 SN232
- 2019 SO232
- 2019 SP232
- 2019 SQ232
- 2019 SR232
- 2019 SS232
- 2019 ST232
- 2019 SU232
- 2019 SV232
- 2019 SW232
- 2019 SX232
- 2019 SY232
- 2019 SZ232
- 2019 SA233
- 2019 SB233
- 2019 SC233
- 2019 SD233
- 2019 SE233
- 2019 SF233
- 2019 SG233
- 2019 SH233
- 2019 SJ233
- 2019 SK233
- 2019 SL233
- 2019 SM233
- 2019 SN233
- 2019 SO233
- 2019 SP233
- 2019 SQ233
- 2019 SR233
- 2019 SS233
- 2019 ST233
- 2019 SU233
- 2019 SV233
- 2019 SW233
- 2019 SX233
- 2019 SY233
- 2019 SZ233
- 2019 SA234
- 2019 SB234
- 2019 SC234
- 2019 SD234
- 2019 SE234
- 2019 SF234
- 2019 SG234
- 2019 SH234
- 2019 SJ234
- 2019 SK234
- 2019 SL234
- 2019 SM234
- 2019 SN234
- 2019 SO234
- 2019 SP234
- 2019 SQ234
- 2019 SR234
- 2019 SS234
- 2019 SU234
- 2019 SV234
- 2019 SW234
- 2019 SY234
- 2019 SZ234
- 2019 SA235
- 2019 SB235
- 2019 SC235
- 2019 SD235
- 2019 SE235
- 2019 SF235
- 2019 SH235
- 2019 SJ235
- 2019 SK235
- 2019 SL235
- 2019 SM235
- 2019 SN235
- 2019 SO235
- 2019 SP235
- 2019 SQ235
- 2019 SR235
- 2019 ST235
- 2019 SU235
- 2019 SV235
- 2019 SW235
- 2019 SX235
- 2019 SY235
- 2019 SZ235
- 2019 SA236
- 2019 SB236
- 2019 SC236
- 2019 SD236
- 2019 SE236
- 2019 SF236
- 2019 SG236
- 2019 SH236
- 2019 SJ236
- 2019 SK236
- 2019 SL236
- 2019 SM236
- 2019 SN236
- 2019 SO236
- 2019 SP236
- 2019 SQ236
- 2019 SR236
- 2019 SS236
- 2019 ST236
- 2019 SU236
- 2019 SV236
- 2019 SW236
- 2019 SX236
- 2019 SY236
- 2019 SZ236
- 2019 SA237
- 2019 SB237
- 2019 SC237
- 2019 SE237
- 2019 SF237
- 2019 SG237
- 2019 SH237
- 2019 SJ237
- 2019 SK237
- 2019 SL237
- 2019 SM237
- 2019 SO237
- 2019 SP237
- 2019 SQ237
- 2019 SR237
- 2019 SS237
- 2019 ST237
- 2019 SU237
- 2019 SV237
- 2019 SW237
- 2019 SX237
- 2019 SY237
- 2019 SZ237
- 2019 SA238
- 2019 SB238
- 2019 SC238
- 2019 SD238
- 2019 SE238
- 2019 SF238
- 2019 SG238
- 2019 SH238
- 2019 SJ238
- 2019 SK238
- 2019 SL238
- 2019 SM238
- 2019 SP238
- 2019 SQ238
- 2019 SR238
- 2019 SS238
- 2019 ST238
- 2019 SU238
- 2019 SV238
- 2019 SW238
- 2019 SX238
- 2019 SY238
- 2019 SZ238
- 2019 SA239
- 2019 SB239
- 2019 SC239
- 2019 SD239
- 2019 SE239
- 2019 SF239
- 2019 SG239
- 2019 SH239
- 2019 SJ239
- 2019 SK239
- 2019 SL239
- 2019 SM239
- 2019 SN239
- 2019 SO239
- 2019 SP239
- 2019 SQ239
- 2019 SR239
- 2019 SS239
- 2019 ST239
- 2019 SV239
- 2019 SW239
- 2019 SX239
- 2019 SY239
- 2019 SZ239
- 2019 SA240
- 2019 SB240
- 2019 SC240
- 2019 SD240
- 2019 SE240
- 2019 SF240
- 2019 SG240
- 2019 SH240
- 2019 SJ240
- 2019 SK240
- 2019 SL240
- 2019 SM240
- 2019 SN240
- 2019 SO240
- 2019 SP240
- 2019 SQ240
- 2019 SR240
- 2019 SS240
- 2019 ST240
- 2019 SU240
- 2019 SV240
- 2019 SW240
- 2019 SX240
- 2019 SY240
- 2019 SZ240
- 2019 SA241
- 2019 SB241
- 2019 SC241
- 2019 SD241
- 2019 SE241
- 2019 SF241
- 2019 SG241
- 2019 SH241
- 2019 SJ241
- 2019 SK241
- 2019 SL241
- 2019 SM241
- 2019 SN241
- 2019 SO241
- 2019 SP241
- 2019 SQ241
- 2019 SR241
- 2019 SS241
- 2019 ST241
- 2019 SU241
- 2019 SV241
- 2019 SW241
- 2019 SX241
- 2019 SY241
- 2019 SZ241
- 2019 SA242
- 2019 SB242
- 2019 SC242
- 2019 SD242
- 2019 SE242
- 2019 SF242
- 2019 SG242
- 2019 SH242
- 2019 SJ242
- 2019 SK242
- 2019 SL242
- 2019 SM242
- 2019 SN242
- 2019 SO242
- 2019 SP242
- 2019 SQ242
- 2019 SR242
- 2019 SS242
- 2019 ST242
- 2019 SU242
- 2019 SV242
- 2019 SW242
- 2019 SX242
- 2019 SY242
- 2019 SA243
- 2019 SB243
- 2019 SC243
- 2019 SD243
- 2019 SE243
- 2019 SF243
- 2019 SG243
- 2019 SH243
- 2019 SJ243
- 2019 SK243
- 2019 SL243
- 2019 SM243
- 2019 SN243
- 2019 SO243
- 2019 SP243
- 2019 SQ243
- 2019 SR243
- 2019 SS243
- 2019 ST243
- 2019 SU243
- 2019 SV243
- 2019 SW243
- 2019 SX243
- 2019 SY243
- 2019 SZ243
- 2019 SA244
- 2019 SB244
- 2019 SC244
- 2019 SD244
- 2019 SE244
- 2019 SF244
- 2019 SG244
- 2019 SH244
- 2019 SJ244
- 2019 SK244
- 2019 SL244
- 2019 SM244
- 2019 SN244
- 2019 SO244
- 2019 SP244
- 2019 SQ244
- 2019 SR244
- 2019 SS244
- 2019 ST244
- 2019 SU244
- 2019 SV244
- 2019 SW244
- 2019 SX244
- 2019 SY244
- 2019 SZ244
- 2019 SA245
- 2019 SB245
- 2019 SC245
- 2019 SD245
- 2019 SE245
- 2019 SF245
- 2019 SG245
- 2019 SH245
- 2019 SJ245
- 2019 SK245
- 2019 SL245
- 2019 SM245
- 2019 SN245
- 2019 SO245
- 2019 SP245
- 2019 SQ245
- 2019 SR245
- 2019 SS245
- 2019 ST245
- 2019 SU245
- 2019 SV245
- 2019 SW245
- 2019 SX245
- 2019 SY245
- 2019 SZ245
- 2019 SA246
- 2019 SB246
- 2019 SC246
- 2019 SD246
- 2019 SE246
- 2019 SF246
- 2019 SG246
- 2019 SH246
- 2019 SJ246
- 2019 SK246
- 2019 SL246
- 2019 SM246
- 2019 SN246
- 2019 SO246
- 2019 SP246
- 2019 SQ246
- 2019 SR246
- 2019 SS246
- 2019 ST246
- 2019 SU246
- 2019 SV246
- 2019 SW246
- 2019 SY246
- 2019 SZ246
- 2019 SA247
- 2019 SB247
- 2019 SC247
- 2019 SD247
- 2019 SE247
- 2019 SF247
- 2019 SG247
- 2019 SH247
- 2019 SJ247
- 2019 SK247
- 2019 SL247
- 2019 SM247
- 2019 SN247
- 2019 SO247
- 2019 SP247
- 2019 SQ247
- 2019 SR247
- 2019 SS247
- 2019 ST247
- 2019 SU247
- 2019 SV247
- 2019 SW247
- 2019 SX247
- 2019 SY247
- 2019 SZ247
- 2019 SA248
- 2019 SB248
- 2019 SC248
- 2019 SD248
- 2019 SE248
- 2019 SF248
- 2019 SG248
- 2019 SH248
- 2019 SJ248
- 2019 SK248
- 2019 SL248
- 2019 SM248
- 2019 SN248
- 2019 SO248
- 2019 SP248
- 2019 SQ248
- 2019 SR248
- 2019 SS248
- 2019 ST248
- 2019 SU248
- 2019 SV248
- 2019 SW248
- 2019 SX248
- 2019 SY248
- 2019 SZ248
- 2019 SA249
- 2019 SB249
- 2019 SC249
- 2019 SE249
- 2019 SF249
- 2019 SG249
- 2019 SJ249
- 2019 SK249
- 2019 SL249
- 2019 SM249
- 2019 SN249
- 2019 SO249
- 2019 SP249
- 2019 SQ249
- 2019 SR249
- 2019 SS249
- 2019 ST249
- 2019 SU249
- 2019 SV249
- 2019 SW249
- 2019 SX249
- 2019 SY249
- 2019 SZ249
- 2019 SA250
- 2019 SB250
- 2019 SC250
- 2019 SD250
- 2019 SE250
- 2019 SF250
- 2019 SG250
- 2019 SH250
- 2019 SJ250
- 2019 SK250
- 2019 SL250
- 2019 SM250
- 2019 SN250
- 2019 SO250
- 2019 SP250
- 2019 SQ250
- 2019 SR250
- 2019 SS250
- 2019 ST250
- 2019 SU250
- 2019 SV250
- 2019 SW250
- 2019 SX250
- 2019 SY250
- 2019 SZ250
- 2019 SA251
- 2019 SC251
- 2019 SD251
- 2019 SE251
- 2019 SF251
- 2019 SG251
- 2019 SH251
- 2019 SJ251
- 2019 SK251
- 2019 SL251
- 2019 SM251
- 2019 SN251
- 2019 SO251
- 2019 SP251
- 2019 SQ251
- 2019 SR251
- 2019 SS251
- 2019 ST251
- 2019 SU251
- 2019 SV251
- 2019 SW251
- 2019 SX251
- 2019 SY251
- 2019 SZ251
- 2019 SA252
- 2019 SB252
- 2019 SC252
- 2019 SD252
- 2019 SE252
- 2019 SF252
- 2019 SG252
- 2019 SH252
- 2019 SJ252
- 2019 SK252
- 2019 SL252
- 2019 SM252
- 2019 SN252
- 2019 SO252
- 2019 SP252
- 2019 SQ252
- 2019 SR252
- 2019 SS252
- 2019 ST252
- 2019 SU252
- 2019 SV252
- 2019 SW252
- 2019 SX252
- 2019 SY252
- 2019 SZ252
- 2019 SA253
- 2019 SB253
- 2019 SC253
- 2019 SD253
- 2019 SE253
- 2019 SF253
- 2019 SG253
- 2019 SH253
- 2019 SJ253
- 2019 SK253
- 2019 SL253
- 2019 SM253
- 2019 SN253
- 2019 SO253
- 2019 SP253
- 2019 SQ253
- 2019 SR253
- 2019 SS253
- 2019 ST253
- 2019 SU253
- 2019 SV253
- 2019 SW253
- 2019 SX253
- 2019 SY253
- 2019 SZ253
- 2019 SA254
- 2019 SB254
- 2019 SD254
- 2019 SE254
- 2019 SF254
- 2019 SG254
- 2019 SH254
- 2019 SJ254
- 2019 SK254
- 2019 SL254
- 2019 SM254
- 2019 SN254
- 2019 SO254
- 2019 SP254
- 2019 SQ254
- 2019 SR254
- 2019 SS254
- 2019 ST254
- 2019 SU254
- 2019 SV254
- 2019 SW254
- 2019 SX254
- 2019 SY254
- 2019 SZ254
- 2019 SA255
- 2019 SB255
- 2019 SC255
- 2019 SD255
- 2019 SE255
- 2019 SF255
- 2019 SG255
- 2019 SH255
- 2019 SJ255
- 2019 SK255
- 2019 SL255
- 2019 SM255
- 2019 SN255
- 2019 SO255
- 2019 SP255
- 2019 SQ255
- 2019 SR255
- 2019 SS255
- 2019 ST255
- 2019 SU255
- 2019 SV255
- 2019 SW255
- 2019 SX255
- 2019 SY255
- 2019 SZ255
- 2019 SA256
- 2019 SB256
- 2019 SC256
- 2019 SD256
- 2019 SE256
- 2019 SF256
- 2019 SG256
- 2019 SH256
- 2019 SJ256
- 2019 SK256
- 2019 SL256
- 2019 SM256
- 2019 SN256
- 2019 SO256
- 2019 SP256
- 2019 SQ256
- 2019 SR256
- 2019 SS256
- 2019 ST256
- 2019 SU256
- 2019 SV256
- 2019 SW256
- 2019 SX256
- 2019 SY256
- 2019 SZ256
- 2019 SA257
- 2019 SB257
- 2019 SC257
- 2019 SD257
- 2019 SE257
- 2019 SF257
- 2019 SG257
- 2019 SH257
- 2019 SJ257
- 2019 SK257
- 2019 SL257
- 2019 SM257
- 2019 SN257
- 2019 SO257
- 2019 SP257
- 2019 SQ257
- 2019 SR257
- 2019 SS257
- 2019 ST257
- 2019 SU257
- 2019 SV257
- 2019 SW257
- 2019 SX257
- 2019 SY257
- 2019 SZ257
- 2019 SA258
- 2019 SB258
- 2019 SC258
- 2019 SD258
- 2019 SE258
- 2019 SF258
- 2019 SG258
- 2019 SH258
- 2019 SJ258
- 2019 SK258
- 2019 SL258
- 2019 SM258
- 2019 SN258
- 2019 SO258
- 2019 SP258
- 2019 SQ258
- 2019 SR258
- 2019 SS258
- 2019 ST258
- 2019 SU258
- 2019 SV258
- 2019 SW258
- 2019 SX258
- 2019 SY258
- 2019 SZ258
- 2019 SA259
- 2019 SB259
- 2019 SC259
- 2019 SD259
- 2019 SE259
- 2019 SF259
- 2019 SG259
- 2019 SH259
- 2019 SJ259
- 2019 SK259
- 2019 SL259
- 2019 SM259
- 2019 SN259
- 2019 SO259
- 2019 SP259
- 2019 SQ259
- 2019 SR259
- 2019 SS259
- 2019 ST259
- 2019 SU259
- 2019 SV259
- 2019 SX259
- 2019 SY259
- 2019 SZ259
- 2019 SA260
- 2019 SB260
- 2019 SC260
- 2019 SD260
- 2019 SE260
- 2019 SF260
- 2019 SG260
- 2019 SH260
- 2019 SJ260
- 2019 SK260
- 2019 SL260
- 2019 SM260
- 2019 SN260
- 2019 SO260
- 2019 SP260
- 2019 SQ260
- 2019 SR260
- 2019 SS260
- 2019 ST260
- 2019 SU260
- 2019 SV260
- 2019 SW260
- 2019 SX260
- 2019 SY260
- 2019 SZ260
- 2019 SA261
- 2019 SB261
- 2019 SC261
- 2019 SD261
- 2019 SE261
- 2019 SF261
- 2019 SG261
- 2019 SH261
- 2019 SJ261
- 2019 SK261
- 2019 SL261
- 2019 SM261
- 2019 SN261
- 2019 SO261
- 2019 SP261
- 2019 SQ261
- 2019 SR261
- 2019 SS261
- 2019 ST261
- 2019 SU261
- 2019 SV261
- 2019 SW261
- 2019 SX261
- 2019 SY261
- 2019 SZ261
- 2019 SA262
- 2019 SB262
- 2019 SC262
- 2019 SD262
- 2019 SE262
- 2019 SF262
- 2019 SG262
- 2019 SH262
- 2019 SJ262
- 2019 SK262
- 2019 SL262
- 2019 SM262
- 2019 SN262
- 2019 SO262
- 2019 SP262
- 2019 SQ262
- 2019 SR262
- 2019 SS262
- 2019 ST262
- 2019 SU262
- 2019 SW262
- 2019 SX262
- 2019 SY262
- 2019 SZ262
- 2019 SA263
- 2019 SB263
- 2019 SC263
- 2019 SD263
- 2019 SE263
- 2019 SF263
- 2019 SG263
- 2019 SH263
- 2019 SJ263
- 2019 SK263
- 2019 SL263
- 2019 SM263
- 2019 SN263
- 2019 SO263
- 2019 SP263
- 2019 SQ263
- 2019 SR263
- 2019 SS263
- 2019 ST263
- 2019 SU263
- 2019 SV263
- 2019 SW263
- 2019 SX263
- 2019 SY263
- 2019 SZ263
- 2019 SA264
- 2019 SB264
- 2019 SC264
- 2019 SD264
- 2019 SE264
- 2019 SF264
- 2019 SG264
- 2019 SH264
- 2019 SJ264
- 2019 SK264
- 2019 SL264
- 2019 SM264
- 2019 SN264
- 2019 SO264
- 2019 SP264
- 2019 SQ264
- 2019 SR264
- 2019 SS264
- 2019 ST264
- 2019 SU264
- 2019 SV264
- 2019 SW264
- 2019 SX264
- 2019 SY264
- 2019 SZ264
- 2019 SA265
- 2019 SB265
- 2019 SC265
- 2019 SD265
- 2019 SE265
- 2019 SF265
- 2019 SG265
- 2019 SH265
- 2019 SJ265
- 2019 SK265
- 2019 SL265
- 2019 SM265
- 2019 SN265
- 2019 SO265
- 2019 SP265
- 2019 SQ265
- 2019 SR265
- 2019 SS265
- 2019 ST265
- 2019 SU265
- 2019 SV265
- 2019 SW265
- 2019 SX265
- 2019 SY265
- 2019 SZ265
- 2019 SA266
- 2019 SB266
- 2019 SC266
- 2019 SD266
- 2019 SE266
- 2019 SF266
- 2019 SG266
- 2019 SH266
- 2019 SJ266
- 2019 SK266
- 2019 SL266
- 2019 SM266
- 2019 SN266
- 2019 SO266
- 2019 SP266
- 2019 SQ266
- 2019 SR266
- 2019 SS266
- 2019 ST266
- 2019 SU266
- 2019 SV266
- 2019 SW266
- 2019 SX266
- 2019 SY266
- 2019 SZ266
- 2019 SA267
- 2019 SB267
- 2019 SC267
- 2019 SD267
- 2019 SE267
- 2019 SF267
- 2019 SG267
- 2019 SH267
- 2019 SJ267
- 2019 SK267
- 2019 SL267
- 2019 SM267
- 2019 SN267
- 2019 SO267
- 2019 SP267
- 2019 SQ267
- 2019 SR267
- 2019 SS267
- 2019 ST267
- 2019 SU267
- 2019 SV267
- 2019 SX267
- 2019 SY267
- 2019 SZ267
- 2019 SA268
- 2019 SC268
- 2019 SD268
- 2019 SE268
- 2019 SF268
- 2019 SG268
- 2019 SH268
- 2019 SJ268
- 2019 SK268
- 2019 SL268
- 2019 SM268
- 2019 SN268
- 2019 SO268
- 2019 SP268
- 2019 SQ268
- 2019 SS268
- 2019 SU268
- 2019 SV268
- 2019 SW268
- 2019 SX268
- 2019 SY268
- 2019 SZ268
- 2019 SA269
- 2019 SB269
- 2019 SC269
- 2019 SD269
- 2019 SE269
- 2019 SF269
- 2019 SG269
- 2019 SH269
- 2019 SK269
- 2019 SL269
- 2019 SM269
- 2019 SN269
- 2019 SO269
- 2019 SP269
- 2019 SQ269
- 2019 SR269
- 2019 SS269
- 2019 ST269
- 2019 SU269
- 2019 SV269
- 2019 SW269
- 2019 SX269
- 2019 SY269
- 2019 SZ269
- 2019 SA270
- 2019 SB270
- 2019 SC270
- 2019 SD270
- 2019 SE270
- 2019 SF270
- 2019 SH270
- 2019 SJ270
- 2019 SK270
- 2019 SL270
- 2019 SM270
- 2019 SP270
- 2019 SQ270
- 2019 SR270
- 2019 SS270
- 2019 ST270
- 2019 SU270
- 2019 SV270
- 2019 SW270
- 2019 SX270
- 2019 SY270
- 2019 SZ270
- 2019 SA271
- 2019 SB271
- 2019 SC271
- 2019 SE271
- 2019 SF271
- 2019 SG271
- 2019 SH271
- 2019 SJ271
- 2019 SL271
- 2019 SM271
- 2019 SN271
- 2019 SO271
- 2019 SP271
- 2019 SQ271
- 2019 SR271
- 2019 SS271
- 2019 ST271
- 2019 SU271
- 2019 SV271
- 2019 SW271
- 2019 SX271
- 2019 SY271
- 2019 SZ271
- 2019 SB272
- 2019 SC272
- 2019 SD272
- 2019 SE272
- 2019 SF272
- 2019 SG272
- 2019 SH272
- 2019 SK272
- 2019 SL272
- 2019 SM272
- 2019 SN272
- 2019 SO272
- 2019 SP272
- 2019 SQ272
- 2019 SR272
- 2019 SS272
- 2019 ST272
- 2019 SV272
- 2019 SW272
- 2019 SX272
- 2019 SY272
- 2019 SZ272
- 2019 SA273
- 2019 SB273
- 2019 SC273
- 2019 SD273
- 2019 SE273
- 2019 SF273
- 2019 SG273
- 2019 SH273
- 2019 SJ273
- 2019 SK273
- 2019 SL273
- 2019 SM273
- 2019 SN273
- 2019 SO273
- 2019 SP273
- 2019 SQ273
- 2019 SR273
- 2019 SS273
- 2019 ST273
- 2019 SU273
- 2019 SV273
- 2019 SW273
- 2019 SX273
- 2019 SY273
- 2019 SZ273
- 2019 SA274
- 2019 SB274
- 2019 SC274
- 2019 SD274
- 2019 SE274
- 2019 SF274
- 2019 SG274
- 2019 SH274
- 2019 SJ274
- 2019 SK274
- 2019 SL274
- 2019 SM274
- 2019 SN274
- 2019 SO274
- 2019 SP274
- 2019 SQ274
- 2019 SR274
- 2019 SS274
- 2019 ST274
- 2019 SU274
- 2019 SV274
- 2019 SW274
- 2019 SX274
- 2019 SY274
- 2019 SZ274
- 2019 SA275
- 2019 SB275
- 2019 SC275
- 2019 SD275
- 2019 SF275
- 2019 SG275
- 2019 SH275
- 2019 SJ275
- 2019 SK275
- 2019 SL275
- 2019 SM275
- 2019 SN275
- 2019 SO275
- 2019 SP275
- 2019 SQ275
- 2019 SR275
- 2019 SS275
- 2019 ST275
- 2019 SU275
- 2019 SV275
- 2019 SW275
- 2019 SX275
- 2019 SY275
- 2019 SZ275
- 2019 SA276
- 2019 SB276
- 2019 SC276
- 2019 SD276
- 2019 SE276
- 2019 SF276
- 2019 SG276
- 2019 SH276
- 2019 SJ276
- 2019 SK276
- 2019 SL276
- 2019 SM276
- 2019 SN276
- 2019 SO276
- 2019 SP276
- 2019 SQ276